# فهرست شهرهای پرجمعیت فرانسه
فهرست شهرهای پرجمعیت فرانسه، آمار شهرهای فرانسه بر اساس جمعیت را نشان می‌دهد که به دو بخش شهرهای بالای ۳۰٫۰۰۰ نفر جمعیت و شهرهای نزدیک به آن تقسیم شده است.
این آمارها مربوط به جمعیت رسمی هر شهر تا تاریخ ۱ ژانویه ۲۰۱۹ است.
این فهرست شامل شهرهای ۹۶ بخش داخل کشور فرانسه و ۴ بخش از ۵ بخش و مناطق فرانسه است که خارج از مرزهای اروپایی کشور فرانسه قرار دارد.

## شهرهای پرجمعیت بیشتر از ۳۰٫۰۰۰ نفر
| رتبه | شهر                     | بخش                                       | منطقه                                     | ۲۰۱۶         | ۲۰۱۱         | ۲۰۰۶         | ۱۹۹۹ •       | ۱۹۹۰         | ۱۹۸۲         | ۱۹۷۵ •       | ۱۹۶۸ •       |
| ---- | ----------------------- | ----------------------------------------- | ----------------------------------------- | ------------ | ------------ | ------------ | ------------ | ------------ | ------------ | ------------ | ------------ |
| ۱    | پاریس                   | پاریس                                     | ایل-دو-فرانس                              | ۲۱۹۰۳۲۷      | ۲۲۴۹۹۷۵      | ۲۱۸۱۳۷۱      | ۲۱۲۵۲۴۶      | ۲۱۵۲۴۲۳      | ۲۱۷۶۲۴۳      | ۲۲۹۹۸۳۰      | ۲۵۹۰۷۷۱      |
| ۲    | مارسی                   | بوش-دو-رون                                | پروانس-آلپ-کوت دازور                      | ۸۶۲۲۱۱       | ۸۵۰۶۳۶       | ۸۳۹۰۴۳       | ۷۹۵۵۱۸       | ۸۰۰۵۵۰       | ۸۷۴۴۳۶       | ۹۰۸۶۰۰       | ۸۸۹۰۲۹       |
| ۳    | لیون                    | متروپل دو لیون                            | اوورنی-رون-آلپ                            | ۵۱۵۶۹۵       | ۴۹۱۲۶۸       | ۴۷۲۳۰۵       | ۴۴۵۴۵۲       | ۴۱۵۴۸۷       | ۴۱۳۰۹۵       | ۴۵۶۷۱۶       | ۵۲۷۸۰۰       |
| ۴    | تولوز                   | اوت-گارون                                 | اکسیتنی                                   | ۴۷۵۴۳۸       | ۴۴۷۳۴۰       | ۴۳۷۷۱۵       | ۳۹۰۳۵۰       | ۳۵۸۶۸۸       | ۳۴۷۹۹۵       | ۳۷۳۷۹۶       | ۳۷۰۷۹۶       |
| ۵    | نیس                     | آلپ-ماریتیم                               | پروانس-آلپ-کوت دازور                      | ۳۴۲۶۳۷       | ۳۴۴۰۶۴       | ۳۴۷۰۶۰       | ۳۴۲۷۳۸       | ۳۴۲۴۳۹       | ۳۳۷۰۸۵       | ۳۴۴۴۸۱       | ۳۲۲۴۴۲       |
| ۶    | نانت                    | لوآر-آتلانتیک                             | پی دو لا لوآر                             | ۳۰۶۶۹۴       | ۲۸۷۸۴۵       | ۲۸۲۸۵۳       | ۲۷۰۲۵۱       | ۲۴۴۹۹۵       | ۲۴۰۵۳۹       | ۲۵۶۶۹۳       | ۲۶۰۲۴۴       |
| ۷    | مون‌پلیه                 | شهرستان ارو، فرانسه                       | اکسیتنی                                   | ۲۸۱۶۱۳       | ۲۶۴۵۳۸       | ۲۵۱۶۳۴       | ۲۲۵۳۹۲       | ۲۰۷۹۹۶       | ۱۹۷۲۳۱       | ۱۹۱۳۵۴       | ۱۶۱۹۱۰       |
| ۸    | استراسبورگ              | با-رن                                     | گرانت است                                 | ۲۷۹۲۸۴       | ۲۷۲۲۲۲       | ۲۷۲۹۷۵       | ۲۶۴۱۱۵       | ۲۵۲۳۳۸       | ۲۴۸۷۱۲       | ۲۵۳۳۸۴       | ۲۴۹۳۹۶       |
| ۹    | بوردو                   | ژیروند                                    | نوول-آکیتن                                | ۲۵۲۰۴۰       | ۲۳۹۳۹۹       | ۲۳۲۲۶۰       | ۲۱۵۳۶۳       | ۲۱۰۳۳۶       | ۲۰۸۱۵۹       | ۲۲۳۱۳۱       | ۲۶۶۶۶۲       |
| ۱۰   | لیل                     | نر                                        | او-دو-فرانس                               | ۲۳۲۴۴۰       | ۲۲۷۵۳۳       | ۲۲۶۰۱۴       | ۲۱۲۵۹۷       | ۱۹۸۶۹۱       | ۱۹۶۷۰۵       | ۲۱۹۲۰۴       | ۲۳۸۵۵۴       |
| ۱۱   | رن                      | ایل-ا-ویلن                                | برتانی                                    | ۲۱۶۲۶۸       | ۲۰۸۰۳۳       | ۲۰۹۶۱۳       | ۲۰۶۲۲۹       | ۱۹۷۵۳۶       | ۱۹۴۶۵۶       | ۱۹۸۳۰۵       | ۱۸۰۹۴۳       |
| ۱۲   | رنس                     | مرن                                       | گرانت است                                 | ۱۸۳۱۱۳       | ۱۸۰۷۵۲       | ۱۸۳۸۳۷       | ۱۸۷۲۰۶       | ۱۸۰۶۲۰       | ۱۷۷۲۳۴       | ۱۷۸۳۸۱       | ۱۵۴۵۳۴       |
| ۱۳   | سن-اتین                 | لوآر                                      | اوورنی-رون-آلپ                            | ۱۷۱۹۲۴       | ۱۷۰۰۴۹       | ۱۷۷۴۸۰       | ۱۸۰۲۱۰       | ۱۹۹۳۹۶       | ۲۰۴۹۵۵       | ۲۲۰۱۸۱       | ۲۲۳۲۲۳       |
| ۱۴   | لو آور                  | سن-ماریتیم                                | نرماندی                                   | ۱۷۰۳۵۲       | ۱۷۴۱۵۶       | ۱۸۲۵۸۰       | ۱۹۰۹۰۵       | ۱۹۵۸۵۴       | ۱۹۹۳۸۸       | ۲۱۷۸۸۲       | ۲۰۷۱۵۰       |
| ۱۵   | تولون                   | ور (بخش)                                  | پروانس-آلپ-کوت دازور                      | ۱۶۹۶۳۴       | ۱۶۳۹۷۴       | ۱۶۷۸۱۶       | ۱۶۰۶۳۹       | ۱۶۷۶۱۹       | ۱۷۹۴۲۳       | ۱۸۱۸۰۱       | ۱۷۴۷۴۶       |
| ۱۶   | گرونوبل                 | ایزر                                      | اوورنی-رون-آلپ                            | ۱۵۸۱۸۰       | ۱۵۷۴۲۴       | ۱۵۶۱۰۷       | ۱۵۳۳۱۷       | ۱۵۰۷۵۸       | ۱۵۶۶۳۷       | ۱۶۶۰۳۷       | ۱۶۱۶۱۶       |
| ۱۷   | دیژون                   | کوت دور                                   | بورگونی-فرانش-کنته                        | ۱۵۵۰۹۰       | ۱۵۱۶۷۲       | ۱۵۱۵۰۴       | ۱۴۹۸۶۷       | ۱۴۶۷۰۳       | ۱۴۰۹۴۲       | ۱۵۱۷۰۵       | ۱۴۵۳۵۷       |
| ۱۸   | آنژه                    | من-ا-لوآر                                 | پی دو لا لوآر                             | ۱۵۱۲۲۹       | ۱۴۸۸۰۳       | ۱۵۲۳۳۷       | ۱۵۱۲۷۹       | ۱۴۱۴۰۴       | ۱۳۶۰۳۸       | ۱۳۷۵۹۱       | ۱۲۸۵۵۷       |
| ۱۹   | نیم (شهر)               | گار                                       | اکسیتنی                                   | ۱۵۱۰۰۱       | ۱۴۴۹۴۰       | ۱۴۴۰۹۲       | ۱۳۳۴۲۴       | ۱۲۸۴۷۱       | ۱۲۴۲۲۰       | ۱۲۷۹۳۳       | ۱۲۳۲۹۲       |
| ۲۰   | ویوربن                  | متروپل دو لیون                            | اوورنی-رون-آلپ                            | ۱۴۹۰۱۹       | ۱۴۵۰۳۴       | ۱۳۶۴۷۳       | ۱۲۴۲۱۵       | ۱۱۶۸۷۲       | ۱۱۵۹۶۰       | ۱۱۶۵۳۵       | ۱۱۹۸۷۹       |
| ۲۱   | سن-دنی، رئونیون         | رئونیون                                   | رئونیون                                   | ۱۴۷۹۲۰       | ۱۴۵۳۴۷       | ۱۳۸۳۱۴       | ۱۳۱۵۵۷       | ۱۲۱۹۹۹       | ۱۰۹۰۷۲       | ۱۰۳۵۱۲       | ۸۵۴۴۴        |
| ۲۲   | اکس-آن-پرووانس          | بوش-دو-رون                                | پروانس-آلپ-کوت دازور                      | ۱۴۳۰۰۶       | ۱۴۰۶۸۴       | ۱۴۲۵۳۴       | ۱۳۴۲۲۲       | ۱۲۳۸۴۲       | ۱۲۱۳۲۷       | ۱۱۰۶۵۹       | ۸۹۵۶۶        |
| ۲۳   | لو مان                  | سارت                                      | پی دو لا لوآر                             | ۱۴۲۹۹۱       | ۱۴۳۲۴۰       | ۱۴۴۰۱۶       | ۱۴۶۱۰۵       | ۱۴۵۵۰۲       | ۱۴۷۶۹۷       | ۱۵۲۲۸۵       | ۱۴۳۲۴۶       |
| ۲۴   | کلرمون-فران             | پوی-دو-دم                                 | اوورنی-رون-آلپ                            | ۱۴۲۶۸۶       | ۱۴۰۹۵۷       | ۱۳۸۹۹۲       | ۱۳۷۱۴۰       | ۱۳۶۱۸۱       | ۱۴۷۲۲۴       | ۱۵۶۷۶۳       | ۱۴۸۷۵۹       |
| ۲۵   | برست                    | فینیستر                                   | برتانی                                    | ۱۳۹۳۴۲       | ۱۴۰۵۴۷       | ۱۴۴۵۴۸       | ۱۴۹۶۳۴       | ۱۴۷۹۵۶       | ۱۵۶۰۶۰       | ۱۶۶۸۲۶       | ۱۵۴۰۲۳       |
| ۲۶   | تور                     | اندر-ا-لوآر                               | سانتر-وال-دلوآر                           | ۱۳۶۵۶۵       | ۱۳۴۶۳۳       | ۱۳۶۹۴۲       | ۱۳۲۸۲۰       | ۱۲۹۵۰۹       | ۱۳۲۲۰۹       | ۱۴۰۶۸۶       | ۱۲۸۱۲۰       |
| ۲۷   | آمیان                   | سم                                        | او-دو-فرانس                               | ۱۳۳۷۵۵       | ۱۳۳۳۲۷       | ۱۳۶۱۰۵       | ۱۳۵۵۰۱       | ۱۳۱۸۷۲       | ۱۳۱۳۳۲       | ۱۳۱۴۷۶       | ۱۱۷۸۸۸       |
| ۲۸   | لیموژ                   | اوت-وین                                   | نوول-آکیتن                                | ۱۳۲۶۶۰       | ۱۳۷۷۵۸       | ۱۳۶۵۳۹       | ۱۳۳۹۶۸       | ۱۳۳۴۶۴       | ۱۴۰۴۰۰       | ۱۴۳۷۲۵       | ۱۳۳۰۱۹       |
| ۲۹   | انسی                    | اوت سووآ                                  | اوورنی-رون-آلپ                            | ۱۲۶۴۱۹       | ۱۱۹۴۲۸       | ۱۱۳۶۱۴       | ۱۱۲۹۲۶       | ۱۰۷۵۳۷       | ۱۰۱۰۸۷       | ۹۶۵۲۷        | ۷۸۰۱۹        |
| ۳۰   | پرپینیان                | پیرنه-اورینتال                            | اکسیتنی                                   | ۱۲۱۸۷۵       | ۱۱۸۲۳۸       | ۱۱۵۳۲۶       | ۱۰۵۱۱۵       | ۱۰۵۹۵۳       | ۱۱۱۶۶۹       | ۱۰۶۴۲۶       | ۱۰۲۱۹۱       |
| ۳۱   | بولونی-بیانکور          | او-دو-سن                                  | ایل-دو-فرانس                              | ۱۱۹۶۴۵       | ۱۱۶۲۲۰       | ۱۱۰۲۵۱       | ۱۰۶۳۶۷       | ۱۰۱۷۴۳       | ۱۰۲۵۸۲       | ۱۰۳۵۷۸       | ۱۰۹۰۰۸       |
| ۳۲   | مس، فرانسه              | موزل                                      | گرانت است                                 | ۱۱۷۸۹۰       | ۱۱۹۹۶۲       | ۱۲۴۴۳۵       | ۱۲۳۷۷۶       | ۱۱۹۵۹۴       | ۱۱۴۲۳۲       | ۱۱۱۸۶۹       | ۱۰۷۵۳۷       |
| ۳۳   | بزانسون                 | دو                                        | بورگونی-فرانش-کنته                        | ۱۱۶۴۶۶       | ۱۱۵۸۷۹       | ۱۱۷۰۸۰       | ۱۱۷۷۳۳       | ۱۱۳۸۲۸       | ۱۱۳۲۸۳       | ۱۲۰۳۱۵       | ۱۱۳۲۲۰       |
| ۳۴   | اورلئان                 | لوآره                                     | سانتر-وال-دلوآر                           | ۱۱۴۷۸۲       | ۱۱۴۱۸۵       | ۱۱۳۱۳۰       | ۱۱۳۱۲۶       | ۱۰۵۱۱۱       | ۱۰۲۷۱۰       | ۱۰۶۲۴۶       | ۹۵۸۲۸        |
| ۳۵   | سن دنی، سن سن دنی       | سن-سن-دنی                                 | ایل-دو-فرانس                              | ۱۱۱۳۵۴       | ۱۰۷۷۶۲       | ۹۷۸۷۵        | ۸۵۸۳۲        | ۸۹۹۸۸        | ۹۰۸۲۹        | ۹۶۱۳۲        | ۹۹۲۶۸        |
| ۳۶   | ارژانتوی                | ول-دوآز                                   | ایل-دو-فرانس                              | ۱۱۰۴۶۸       | ۱۰۴۲۸۲       | ۱۰۲۶۸۳       | ۹۳۹۶۱        | ۹۳۰۹۶        | ۹۵۳۴۷        | ۱۰۲۵۳۰       | ۹۰۴۸۰        |
| ۳۷   | روان                    | سن-ماریتیم                                | نرماندی                                   | ۱۱۰۱۱۷       | ۱۱۱۵۵۳       | ۱۰۷۹۰۴       | ۱۰۶۵۹۲       | ۱۰۲۷۲۳       | ۱۰۱۹۴۵       | ۱۱۴۸۳۴       | ۱۲۰۴۷۱       |
| ۳۸   | مولوز                   | او-رن                                     | گرانت است                                 | ۱۰۸۹۹۹       | ۱۱۰۳۵۱       | ۱۱۰۵۱۴       | ۱۱۰۳۵۹       | ۱۰۸۳۵۷       | ۱۱۲۱۵۷       | ۱۱۷۰۱۳       | ۱۱۶۳۳۶       |
| ۳۹   | مونتروی                 | سن-سن-دنی                                 | ایل-دو-فرانس                              | ۱۰۸۴۰۲       | ۱۰۳۰۶۸       | ۱۰۱۵۸۷       | ۹۰۶۷۴        | ۹۴۷۵۴        | ۹۳۳۶۸        | ۹۶۵۸۷        | ۹۵۶۹۸        |
| ۴۰   | سن پول                  | رئونیون                                   | رئونیون                                   | ۱۰۵۴۸۲       | ۱۰۳۹۱۶       | ۹۹۲۹۱        | ۸۷۷۱۲        | ۷۱۶۶۹        | ۵۸۴۱۲        | ۵۲۵۵۴        | ۴۳۱۲۹        |
| ۴۱   | کان                     | کالوادوس                                  | نرماندی                                   | ۱۰۵۴۰۳       | ۱۰۸۷۹۳       | ۱۱۰۳۹۹       | ۱۱۳۹۸۷       | ۱۱۲۸۴۶       | ۱۱۴۰۶۸       | ۱۱۹۶۴۰       | ۱۱۰۲۶۲       |
| ۴۲   | نانسی                   | مرت-ا-موزل                                | گرانت است                                 | ۱۰۴۵۹۲       | ۱۰۵۳۸۲       | ۱۰۵۴۶۸       | ۱۰۳۶۰۵       | ۹۹۳۵۱        | ۹۶۳۱۷        | ۱۰۷۹۰۲       | ۱۲۳۴۲۸       |
| ¤    | نومئا                   | کالدونیای جدید (collectivité sui generis) | کالدونیای جدید (collectivité sui generis) | ۹۹۹۲۶ (۲۰۱۴) | ۹۷۵۷۹ (۲۰۰۹) | ۹۱۳۸۶ (۲۰۰۴) | ۷۶۲۹۳ (۱۹۹۶) | ۶۵۱۱۰ (۱۹۸۹) | ۶۰۱۱۲ (۱۹۸۳) | ۵۶۰۷۸ (۱۹۷۶) | ۴۱۸۷۳ (۱۹۶۹) |
| ۴۳   | تورکوآن                 | نر                                        | او-دو-فرانس                               | ۹۷۴۷۶        | ۹۲۰۱۸        | ۹۲۳۵۷        | ۹۳۵۴۰        | ۹۳۷۶۵        | ۹۶۹۰۸        | ۱۰۲۲۳۹       | ۹۸۷۵۵        |
| ۴۴   | روبه                    | نر                                        | او-دو-فرانس                               | ۹۶۴۱۲        | ۹۴۱۸۶        | ۹۷۹۵۲        | ۹۶۹۸۴        | ۹۷۷۴۶        | ۱۰۱۶۰۲       | ۱۰۹۵۵۳       | ۱۱۴۵۴۷       |
| ۴۵   | نانتر                   | او-دو-سن                                  | ایل-دو-فرانس                              | ۹۴۲۵۸        | ۸۹۴۷۶        | ۸۸۳۱۶        | ۸۴۲۸۱        | ۸۴۵۶۵        | ۸۸۵۷۸        | ۹۵۰۰۲        | ۹۰۳۳۲        |
| ۴۶   | ویتری-سور-سن            | ول-دو-مرن                                 | ایل-دو-فرانس                              | ۹۲۷۵۵        | ۸۶۳۷۵        | ۸۲۹۰۲        | ۷۸۹۰۸        | ۸۲۴۰۰        | ۸۵۲۶۳        | ۸۷۳۱۶        | ۷۷۸۴۶        |
| ۴۷   | اوینیون                 | وکلوز                                     | پروانس-آلپ-کوت دازور                      | ۹۲۳۷۸        | ۹۰۱۹۴        | ۹۲۴۵۴        | ۸۵۹۳۵        | ۸۶۹۳۹        | ۸۹۱۳۲        | ۹۰۷۸۶        | ۸۶۰۹۶        |
| ۴۸   | کرتی                    | ول-دو-مرن                                 | ایل-دو-فرانس                              | ۸۹۳۹۲        | ۹۰۵۲۸        | ۸۸۹۳۹        | ۸۲۱۵۴        | ۸۲۰۸۸        | ۷۱۶۹۳        | ۵۹۰۲۳        | ۴۹۱۹۷        |
| ۴۹   | دانکرک                  | نر                                        | او-دو-فرانس                               | ۸۸۱۰۸        | ۹۱۳۸۶        | ۹۴۹۶۰        | ۹۷۹۶۴        | ۹۸۲۳۷        | ۱۰۰۴۰۴       | ۹۹۷۷۶        | ۹۶۵۴۷        |
| ۵۰   | پواتیه                  | وین                                       | نوول-آکیتن                                | ۸۷۹۶۱        | ۸۷۹۰۶        | ۸۸۷۷۶        | ۸۳۴۴۸        | ۷۸۸۹۴        | ۷۹۳۵۰        | ۸۱۳۱۳        | ۷۱۱۲۹        |
| ۵۱   | اوبرویلیه               | سن-سن-دنی                                 | ایل-دو-فرانس                              | ۸۶۰۶۱        | ۷۵۵۹۸        | ۷۳۵۰۶        | ۶۳۱۳۶        | ۶۷۵۵۷        | ۶۷۷۱۹        | ۷۲۹۷۶        | ۷۳۶۹۵        |
| ۵۲   | انییر-سور-سن            | او-دو-سن                                  | ایل-دو-فرانس                              | ۸۵۹۷۳        | ۸۳۳۷۶        | ۸۲۳۵۱        | ۷۵۸۳۷        | ۷۱۸۵۰        | ۷۱۰۷۷        | ۷۵۴۳۱        | ۸۰۱۱۳        |
| ۵۳   | کلومب                   | او-دو-سن                                  | ایل-دو-فرانس                              | ۸۵۳۶۸        | ۸۵۱۰۲        | ۸۲۰۲۶        | ۷۶۷۵۷        | ۷۸۵۱۳        | ۷۸۷۷۷        | ۸۳۳۹۰        | ۸۰۳۵۷        |
| ۵۴   | کاخ ورسای               | ایولین                                    | ایل-دو-فرانس                              | ۸۵۳۴۶        | ۸۶۳۰۷        | ۸۷۵۴۹        | ۸۵۷۲۶        | ۸۷۷۸۹        | ۹۱۴۹۴        | ۹۴۱۴۵        | ۹۰۸۲۹        |
| ۵۵   | اولنه سو بوآ            | سن-سن-دنی                                 | ایل-دو-فرانس                              | ۸۴۶۶۲        | ۸۱۸۸۰        | ۸۱۶۰۰        | ۸۰۰۲۱        | ۸۲۳۱۴        | ۷۵۹۹۶        | ۷۸۱۳۷        | ۶۱۵۲۱        |
| ۵۶   | سن-پیر                  | رئونیون                                   | رئونیون                                   | ۸۴۱۶۹        | ۸۰۳۵۶        | ۷۴۴۸۰        | ۶۸۹۱۵        | ۵۸۸۴۶        | ۵۰۰۸۲        | ۴۶۰۶۰        | ۴۰۳۵۵        |
| ۵۷   | کوربوآ                  | او-دو-سن                                  | ایل-دو-فرانس                              | ۸۱۷۲۰        | ۸۸۵۳۰        | ۸۴۴۱۵        | ۶۹۶۹۴        | ۶۵۳۸۹        | ۵۹۸۳۰        | ۵۴۴۸۸        | ۵۸۱۱۸        |
| ۵۸   | فور-دو-فرانس            | مارتینیک                                  | مارتینیک                                  | ۸۱۰۱۷        | ۸۶۷۵۳        | ۹۰۳۴۷        | ۹۴۰۴۹        | ۱۰۰۰۸۰       | ۹۹۸۴۴        | ۹۸۸۰۷        | ۹۶۹۴۳        |
| ۵۹   | Cherbourg-en-Cotentin   | مانش                                      | نرماندی                                   | ۸۰۰۷۶        | ۸۱۶۹۰        | ۸۵۵۸۸        | ۸۸۵۸۸        | ۹۲۱۴۵        | ۸۵۴۸۵        | ۸۲۵۳۹        | ۷۹۱۲۱        |
| ۶۰   | روی ملمیزون             | او-دو-سن                                  | ایل-دو-فرانس                              | ۷۸۱۹۵        | ۷۹۸۵۵        | ۷۷۶۲۵        | ۷۳۴۶۹        | ۶۶۴۰۱        | ۶۳۴۱۲        | ۶۲۷۲۷        | ۶۰۸۰۴        |
| ۶۱   | شامپینی-سور-مرن         | ول-دو-مرن                                 | ایل-دو-فرانس                              | ۷۷۴۰۹        | ۷۵۸۰۰        | ۷۴۸۶۳        | ۷۴۲۳۷        | ۷۹۴۸۶        | ۷۶۱۷۶        | ۸۰۲۹۱        | ۷۰۴۱۹        |
| ۶۲   | لو تامپون               | رئونیون                                   | رئونیون                                   | ۷۷۲۸۳        | ۷۴۹۹۸        | ۶۹۸۴۹        | ۶۰۳۲۳        | ۴۷۵۹۳        | ۴۰۵۴۵        | ۳۶۱۰۷        | ۳۱۳۷۸        |
| ۶۳   | پو                      | پیرنه-آتلانتیک                            | نوول-آکیتن                                | ۷۷۲۵۱        | ۷۹۷۹۸        | ۸۳۹۰۳        | ۷۸۷۳۲        | ۸۲۱۵۷        | ۸۳۷۹۰        | ۸۳۴۹۸        | ۷۴۰۰۵        |
| ۶۴   | بزیه                    | شهرستان ارو، فرانسه                       | اکسیتنی                                   | ۷۶۴۹۳        | ۷۱۴۳۲        | ۷۲۲۴۵        | ۶۹۱۵۳        | ۷۰۹۹۶        | ۷۶۶۴۷        | ۸۴۰۲۹        | ۸۰۴۸۱        |
| ۶۵   | لا روشل                 | شرانت-ماریتیم                             | نوول-آکیتن                                | ۷۵۷۳۶        | ۷۴۸۸۰        | ۷۷۱۹۶        | ۷۶۵۸۴        | ۷۱۰۹۴        | ۷۵۸۴۰        | ۷۹۷۵۷        | ۷۳۳۶۲        |
| ۶۶   | کاله                    | پا-دو-کاله                                | او-دو-فرانس                               | ۷۴۹۷۸        | ۷۲۹۱۵        | ۷۴۸۸۸        | ۷۷۳۳۳        | ۷۵۳۰۹        | ۷۶۵۲۷        | ۷۸۸۲۰        | ۷۴۶۲۴        |
| ۶۷   | سن-مر-د-فوسه            | ول-دو-مرن                                 | ایل-دو-فرانس                              | ۷۴۸۹۳        | ۷۴۸۱۸        | ۷۵۲۱۴        | ۷۳۰۶۹        | ۷۷۲۰۶        | ۸۰۸۱۱        | ۸۰۹۲۰        | ۷۷۲۵۱        |
| ۶۸   | آنتیب                   | آلپ-ماریتیم                               | پروانس-آلپ-کوت دازور                      | ۷۴۸۷۵        | ۷۵۱۷۶        | ۷۵۸۲۰        | ۷۲۴۱۲        | ۷۰۰۰۵        | ۶۲۸۵۹        | ۵۵۹۶۰        | ۴۷۵۴۷        |
| ۶۹   | کن                      | آلپ-ماریتیم                               | پروانس-آلپ-کوت دازور                      | ۷۳۷۹۸        | ۷۲۶۰۷        | ۷۰۶۱۰        | ۶۷۳۰۴        | ۶۸۶۷۶        | ۷۲۲۵۹        | ۷۰۵۲۷        | ۶۷۱۸۷        |
| ¤    | مامودزو                 | مایوت                                     | مایوت                                     | ۷۱۴۳۷ (۲۰۱۷) | ۵۷۲۸۱ (۲۰۱۲) | ۵۳۰۲۲ (۲۰۰۷) | ۳۲۷۷۴ (۱۹۹۷) | ۲۰۰۳۷ (۱۹۹۱) | ۱۲۰۲۶ (۱۹۸۵) |              |              |
| ۷۰   | مرینیک، ژیروند          | ژیروند                                    | نوول-آکیتن                                | ۷۰۳۱۷        | ۶۵۸۸۲        | ۶۵۴۶۹        | ۶۱۹۹۲        | ۵۷۲۷۳        | ۵۱۳۰۶        | ۵۰۶۵۲        | ۴۵۹۵۱        |
| ۷۱   | درانسی                  | سن-سن-دنی                                 | ایل-دو-فرانس                              | ۷۰۲۶۹        | ۶۶۶۳۵        | ۶۶۰۶۳        | ۶۲۲۶۳        | ۶۰۷۰۷        | ۶۰۱۸۳        | ۶۴۴۳۰        | ۶۸۴۶۷        |
| ۷۲   | کلمار                   | او-رن                                     | گرانت است                                 | ۶۹۸۹۹        | ۶۷۴۰۹        | ۶۵۷۱۳        | ۶۵۱۳۶        | ۶۳۴۹۸        | ۶۲۴۸۳        | ۶۴۷۷۱        | ۵۹۵۰۶        |
| ۷۳   | سن-نزر                  | لوآر-آتلانتیک                             | پی دو لا لوآر                             | ۶۹۷۱۹        | ۶۷۰۹۷        | ۶۸۸۳۸        | ۶۵۸۷۴        | ۶۴۸۱۲        | ۶۸۳۴۸        | ۶۹۲۵۱        | ۶۳۲۸۹        |
| ۷۴   | آژاکسیو                 | کرس جنوبی                                 | جزیره کرس                                 | ۶۹۰۷۵        | ۶۶۸۰۹        | ۶۳۷۲۳        | ۵۲۸۸۰        | ۵۸۹۴۹        | ۵۴۰۸۹        | ۴۹۰۶۵        | ۴۳۴۳۸        |
| ۷۵   | ایسی-له-مولینو          | او-دو-سن                                  | ایل-دو-فرانس                              | ۶۸۳۹۵        | ۶۵۳۲۶        | ۶۱۴۷۱        | ۵۲۶۴۷        | ۴۶۱۹۴        | ۴۵۸۳۵        | ۴۷۶۲۵        | ۵۰۵۱۲        |
| ۷۶   | Évry-Courcouronnes      | اسون                                      | ایل-دو-فرانس                              | ۶۸۰۹۰        | ۶۵۸۷۰        | ۶۷۰۶۰        | ۶۳۳۹۱        | ۵۸۸۱۳        | ۳۴۸۱۲        | ۱۹۷۶۲        | ۷۲۸۲         |
| ۷۷   | نوآزی-لو-گران           | سن-سن-دنی                                 | ایل-دو-فرانس                              | ۶۶۶۵۹        | ۶۲۹۷۰        | ۶۱۳۴۱        | ۵۸۲۱۷        | ۵۴۰۳۲        | ۴۰۵۸۵        | ۲۶۶۶۲        | ۲۵۴۴۰        |
| ۷۸   | بورژ                    | شر                                        | سانتر-وال-دلوآر                           | ۶۵۵۵۵        | ۶۶۶۰۲        | ۷۰۸۲۸        | ۷۲۴۸۰        | ۷۵۶۰۹        | ۷۶۴۳۲        | ۷۷۳۰۰        | ۷۰۸۱۴        |
| ۷۹   | ونیسیو                  | متروپل دو لیون                            | اوورنی-رون-آلپ                            | ۶۵۴۰۵        | ۶۰۱۵۹        | ۵۷۱۷۹        | ۵۶۰۶۱        | ۶۰۴۴۴        | ۶۴۸۰۴        | ۷۴۳۴۷        | ۴۷۶۱۳        |
| ۸۰   | لسن سور مر              | ور (بخش)                                  | پروانس-آلپ-کوت دازور                      | ۶۴۶۲۰        | ۶۲۶۴۰        | ۵۶۷۶۸        | ۶۰۱۸۸        | ۵۹۹۶۸        | ۵۷۶۵۹        | ۵۱۱۵۵        | ۴۳۷۸۳        |
| ۸۱   | سرژی                    | ول-دوآز                                   | ایل-دو-فرانس                              | ۶۳۸۲۰        | ۵۸۳۴۱        | ۵۶۸۷۳        | ۵۴۷۸۱        | ۴۸۲۲۶        | ۱۹۳۵۷        | ۸۸۹۶         | ۲۸۹۵         |
| ۸۲   | لوالوآ-پره              | او-دو-سن                                  | ایل-دو-فرانس                              | ۶۳۴۶۲        | ۶۴۶۲۹        | ۶۲۸۵۱        | ۵۴۷۰۰        | ۴۷۵۴۸        | ۵۳۵۰۰        | ۵۲۵۲۳        | ۵۸۹۴۱        |
| ۸۳   | کمپر                    | فینیستر                                   | برتانی                                    | ۶۳۴۰۵        | ۶۳۲۳۵        | ۶۴۹۰۲        | ۶۳۲۳۸        | ۵۹۴۳۷        | ۵۶۹۰۷        | ۵۵۹۷۷        | ۵۲۴۹۶        |
| ۸۴   | ولانس، دروم             | دروم                                      | اوورنی-رون-آلپ                            | ۶۲۴۷۷        | ۶۳۱۴۸        | ۶۵۲۶۳        | ۶۴۲۶۰        | ۶۳۴۳۷        | ۶۶۳۵۶        | ۶۸۶۰۴        | ۶۲۳۵۸        |
| ۸۵   | وینو دسک                | نر                                        | او-دو-فرانس                               | ۶۲۳۵۸        | ۶۲۶۸۱        | ۶۱۱۵۱        | ۶۵۰۴۲        | ۶۵۳۲۰        | ۵۹۵۲۷        | ۳۶۷۶۹        | ۲۶۱۷۸        |
| ۸۶   | آنتونی                  | او-دو-سن                                  | ایل-دو-فرانس                              | ۶۲۲۱۰        | ۶۲۰۱۲        | ۶۰۵۵۲        | ۵۹۸۵۵        | ۵۷۷۷۱        | ۵۴۶۱۰        | ۵۷۵۴۰        | ۵۶۶۳۸        |
| ۸۷   | پوسک                    | ژیروند                                    | نوول-آکیتن                                | ۶۱۸۵۹        | ۵۸۷۴۳        | ۵۷۱۸۷        | ۵۶۱۴۳        | ۵۱۰۵۵        | ۵۰۲۶۷        | ۵۱۳۶۰        | ۳۶۹۸۶        |
| ۸۸   | کلیشی                   | او-دو-سن                                  | ایل-دو-فرانس                              | ۶۰۸۱۹        | ۵۹۴۵۸        | ۵۷۱۶۲        | ۵۰۱۷۹        | ۴۸۰۳۰        | ۴۶۸۹۵        | ۴۷۷۶۴        | ۵۲۴۷۷        |
| ۸۹   | ایوری-سور-سن            | ول-دو-مرن                                 | ایل-دو-فرانس                              | ۶۰۷۷۱        | ۵۸۱۸۵        | ۵۵۶۰۸        | ۵۰۹۷۲        | ۵۳۶۱۹        | ۵۵۶۹۹        | ۶۲۸۵۶        | ۶۰۴۵۵        |
| ۹۰   | تروا، فرانسه            | اوب                                       | گرانت است                                 | ۶۰۶۴۰        | ۶۰۰۱۳        | ۶۱۳۴۴        | ۶۰۹۵۸        | ۵۹۲۵۵        | ۶۳۵۷۹        | ۷۲۱۶۵        | ۷۴۸۹۶        |
| ۹۱   | کاین                    | گویان فرانسه                              | گویان فرانسه                              | ۶۰۵۸۰        | ۵۷۲۲۹        | ۵۸۰۰۴        | ۵۰۵۹۴        | ۴۱۰۶۷        | ۳۸۰۹۱        | ۳۰۴۶۱        | ۲۴۵۱۸        |
| ۹۱   | نوی-سور-سن              | او-دو-سن                                  | ایل-دو-فرانس                              | ۶۰۵۸۰        | ۶۱۷۹۷        | ۶۱۴۷۱        | ۵۹۸۴۸        | ۶۱۷۶۸        | ۶۴۱۷۰        | ۶۵۹۸۳        | ۷۰۹۹۵        |
| ۹۳   | مونتوبان                | تارن-ا-گارون                              | اکسیتنی                                   | ۶۰۴۴۴        | ۵۶۵۳۶        | ۵۳۹۴۱        | ۵۱۸۵۵        | ۵۱۲۲۴        | ۵۰۶۸۲        | ۴۸۰۲۸        | ۴۵۸۷۲        |
| ۹۴   | شامبری                  | ساووآ                                     | اوورنی-رون-آلپ                            | ۵۹۱۸۳        | ۵۸۴۳۷        | ۵۷۵۴۳        | ۵۵۷۸۶        | ۵۴۱۲۰        | ۵۳۴۲۷        | ۵۴۴۱۵        | ۵۱۰۵۶        |
| ۹۵   | نیور                    | دو-سور                                    | نوول-آکیتن                                | ۵۹۰۰۵        | ۵۷۸۱۳        | ۵۸۰۶۶        | ۵۶۶۶۳        | ۵۷۰۱۲        | ۵۸۲۰۳        | ۶۲۲۶۷        | ۵۵۹۸۴        |
| ۹۶   | سارسل                   | ول-دوآز                                   | ایل-دو-فرانس                              | ۵۷۷۸۱        | ۵۸۳۹۸        | ۵۸۶۵۴        | ۵۷۸۷۱        | ۵۶۸۳۳        | ۵۳۶۳۰        | ۵۵۰۰۷        | ۵۱۶۷۴        |
| ۹۷   | لوریان                  | موربیان                                   | برتانی                                    | ۵۷۲۷۴        | ۵۷۴۰۸        | ۵۸۵۴۷        | ۵۹۱۸۹        | ۵۹۲۷۱        | ۶۲۵۵۴        | ۶۹۷۶۹        | ۶۶۴۴۴        |
| ۹۸   | بووه                    | اوآز                                      | او-دو-فرانس                               | ۵۶۰۲۰        | ۵۴۱۸۹        | ۵۵۴۸۱        | ۵۵۳۹۲        | ۵۴۱۹۰        | ۵۲۳۶۵        | ۵۴۰۸۹        | ۴۶۸۵۹        |
| ۹۹   | لو بلان-منیل            | سن-سن-دنی                                 | ایل-دو-فرانس                              | ۵۵۹۸۷        | ۵۱۹۱۶        | ۵۱۱۰۹        | ۴۶۹۳۶        | ۴۶۹۵۶        | ۴۷۰۳۷        | ۴۹۱۰۷        | ۴۸۴۸۷        |
| ۱۰۰  | ایئر                    | ور (بخش)                                  | پروانس-آلپ-کوت دازور                      | ۵۵۷۷۲        | ۵۴۵۲۷        | ۵۵۰۰۷        | ۵۱۴۱۷        | ۴۸۰۴۳        | ۳۸۹۹۹        | ۳۶۱۲۳        | ۳۴۸۷۵        |
| ۱۰۱  | سنت آندره               | رئونیون                                   | رئونیون                                   | ۵۵۶۲۸        | ۵۵۰۹۰        | ۵۱۸۱۷        | ۴۳۱۷۴        | ۳۵۰۴۹        | ۳۰۰۷۵        | ۲۵۲۳۱        | ۲۲۰۹۴        |
| ۱۰۲  | اپینه-سور-سن            | سن-سن-دنی                                 | ایل-دو-فرانس                              | ۵۵۵۹۳        | ۵۴۵۴۰        | ۵۱۵۹۸        | ۴۶۴۰۹        | ۴۸۷۶۲        | ۵۰۳۱۴        | ۴۶۵۷۸        | ۴۱۷۷۴        |
| ۱۰۳  | ویلژوئیف                | ول-دو-مرن                                 | ایل-دو-فرانس                              | ۵۵۴۷۸        | ۵۵۹۲۳        | ۵۰۵۷۱        | ۴۷۳۸۴        | ۴۸۴۰۵        | ۵۲۴۴۸        | ۵۵۶۰۶        | ۵۱۱۲۰        |
| ۱۰۴  | پانتن                   | سن-سن-دنی                                 | ایل-دو-فرانس                              | ۵۵۳۴۲        | ۵۳۷۹۷        | ۵۳۵۷۷        | ۴۹۹۱۹        | ۴۷۳۰۳        | ۴۳۵۵۳        | ۴۲۷۳۹        | ۴۷۶۰۷        |
| ۱۰۵  | مزون-آلفور              | ول-دو-مرن                                 | ایل-دو-فرانس                              | ۵۵۲۸۹        | ۵۳۲۶۵        | ۵۳۲۳۳        | ۵۱۱۰۳        | ۵۳۳۷۵        | ۵۱۰۶۵        | ۵۴۱۵۶        | ۵۳۱۴۹        |
| ۱۰۶  | سن-کانتن                | ان (ا-دو-فرانس)                           | او-دو-فرانس                               | ۵۴۴۴۳        | ۵۶۲۷۸        | ۵۶۷۹۲        | ۵۹۰۶۶        | ۶۰۶۴۴        | ۶۳۵۶۷        | ۶۷۲۴۳        | ۶۴۱۹۶        |
| ۱۰۷  | مو، فرانسه              | سن-ا-مرن                                  | ایل-دو-فرانس                              | ۵۴۳۳۱        | ۵۲۲۲۵        | ۴۸۸۴۲        | ۴۹۴۲۱        | ۴۸۳۰۵        | ۴۵۰۰۵        | ۴۲۲۴۳        | ۳۰۲۱۴        |
| ۱۰۸  | لزبیم                   | گوادلوپ                                   | گوادلوپ                                   | ۵۴۲۶۰        | ۵۹۳۱۱        | ۶۰۰۵۳        | ۶۳۰۵۴        | ۶۲۶۰۵        | ۵۶۱۶۵        | ۵۳۶۰۵        | ۳۹۹۱۱        |
| ۱۰۹  | شل                      | سن-ا-مرن                                  | ایل-دو-فرانس                              | ۵۴۱۹۶        | ۵۲۸۱۷        | ۴۸۶۱۶        | ۴۵۳۹۹        | ۴۵۳۶۵        | ۴۱۸۳۸        | ۳۶۵۱۶        | ۳۳۲۸۱        |
| ۱۱۰  | لا روش-سور-یون          | وانده                                     | پی دو لا لوآر                             | ۵۳۷۴۱        | ۵۲۷۷۳        | ۵۰۷۱۷        | ۴۹۲۶۲        | ۴۵۲۱۹        | ۴۵۰۹۸        | ۴۴۷۱۳        | ۳۶۰۶۷        |
| ۱۱۱  | شوله، فرانسه            | من-ا-لوآر                                 | پی دو لا لوآر                             | ۵۳۷۱۸        | ۵۴۴۲۱        | ۵۴۶۳۲        | ۵۴۲۰۴        | ۵۵۱۳۲        | ۵۵۵۲۴        | ۵۲۹۷۶        | ۴۲۶۲۰        |
| ۱۱۲  | ناربون                  | اود                                       | اکسیتنی                                   | ۵۳۵۹۴        | ۵۱۵۴۶        | ۵۰۷۷۶        | ۴۶۵۱۰        | ۴۵۸۴۹        | ۴۱۵۶۵        | ۳۹۳۴۲        | ۳۸۴۴۱        |
| ۱۱۳  | فونتنه-سو-بوآ           | ول-دو-مرن                                 | ایل-دو-فرانس                              | ۵۳۴۲۴        | ۵۲۷۲۳        | ۵۱۷۲۷        | ۵۰۹۲۱        | ۵۱۸۶۸        | ۵۲۶۲۷        | ۴۶۴۷۵        | ۳۸۹۶۲        |
| ۱۱۴  | سن لویی                 | رئونیون                                   | رئونیون                                   | ۵۳۲۲۰        | ۵۲۵۲۳        | ۴۹۴۵۵        | ۴۳۵۱۹        | ۳۷۴۲۰        | ۳۱۷۸۵        | ۳۰۲۹۱        | ۲۶۶۶۳        |
| ۱۱۵  | ونس                     | موربیان                                   | برتانی                                    | ۵۳۲۱۸        | ۵۲۷۸۴        | ۵۳۰۷۹        | ۵۱۷۵۹        | ۴۵۶۴۴        | ۴۲۱۷۸        | ۴۰۳۵۹        | ۳۶۵۷۶        |
| ۱۱۶  | فرژوس                   | ور (بخش)                                  | پروانس-آلپ-کوت دازور                      | ۵۳۱۶۸        | ۵۲۳۴۴        | ۵۱۵۳۷        | ۴۶۸۰۱        | ۴۱۴۸۶        | ۳۱۶۶۲        | ۲۸۸۵۱        | ۲۳۶۲۹        |
| ۱۱۷  | بوندی                   | سن-سن-دنی                                 | ایل-دو-فرانس                              | ۵۳۱۴۳        | ۵۳۰۵۱        | ۵۳۳۱۱        | ۴۶۸۲۶        | ۴۶۶۷۶        | ۴۴۳۰۱        | ۴۸۳۳۳        | ۵۱۶۵۲        |
| ۱۱۸  | آرل                     | بوش-دو-رون                                | پروانس-آلپ-کوت دازور                      | ۵۲۸۵۷        | ۵۲۵۱۰        | ۵۱۹۷۰        | ۵۰۵۱۳        | ۵۲۰۵۸        | ۵۰۵۰۰        | ۵۰۰۵۹        | ۴۵۷۷۴        |
| ۱۱۹  | سارتروویل               | ایولین                                    | ایل-دو-فرانس                              | ۵۲۶۴۸        | ۵۱۴۳۱        | ۵۱۶۰۰        | ۵۰۲۱۹        | ۵۰۳۲۹        | ۴۶۱۹۷        | ۴۲۲۵۳        | ۴۰۲۷۷        |
| ۱۲۰  | کلمر                    | او-دو-سن                                  | ایل-دو-فرانس                              | ۵۲۵۲۸        | ۵۲۷۳۱        | ۵۰۶۵۵        | ۴۸۵۷۲        | ۴۷۲۲۷        | ۴۸۳۵۳        | ۵۲۹۵۲        | ۵۴۹۰۶        |
| ۱۲۱  | بوبینی                  | سن-سن-دنی                                 | ایل-دو-فرانس                              | ۵۲۳۳۷        | ۴۷۲۲۴        | ۴۷۸۰۶        | ۴۴۰۷۹        | ۴۴۶۵۹        | ۴۲۷۲۳        | ۴۳۱۲۵        | ۳۹۴۵۳        |
| ۱۲۲  | کوربی اسون              | اسون                                      | ایل-دو-فرانس                              | ۵۱۰۴۹        | ۴۴۲۲۳        | ۴۰۹۲۹        | ۳۹۳۷۸        | ۴۰۳۴۵        | ۳۷۸۴۶        | ۳۸۸۵۹        | ۳۲۱۹۲        |
| ۱۲۳  | سوران، فرانسه           | سن-سن-دنی                                 | ایل-دو-فرانس                              | ۵۰۶۲۹        | ۵۰۰۵۳        | ۵۱۱۰۶        | ۴۷۰۶۳        | ۴۸۴۷۸        | ۴۱۸۰۹        | ۳۴۲۲۱        | ۲۰۲۵۳        |
| ۱۲۴  | بایون                   | پیرنه-آتلانتیک                            | نوول-آکیتن                                | ۵۰۵۸۹        | ۴۴۳۳۱        | ۴۴۴۰۶        | ۴۰۰۷۸        | ۴۰۰۵۱        | ۴۱۳۸۱        | ۴۲۹۳۸        | ۴۲۷۴۳        |
| ۱۲۵  | گرس                     | آلپ-ماریتیم                               | پروانس-آلپ-کوت دازور                      | ۵۰۵۷۷        | ۵۱۶۳۱        | ۴۸۸۰۱        | ۴۳۸۷۴        | ۴۱۳۸۸        | ۳۷۶۷۳        | ۳۴۵۷۹        | ۳۰۹۰۷        |
| ۱۲۶  | مسی                     | اسون                                      | ایل-دو-فرانس                              | ۴۹۹۲۴        | ۴۳۰۰۶        | ۴۰۱۸۳        | ۳۷۷۱۲        | ۳۸۵۷۴        | ۴۰۱۳۵        | ۴۱۳۴۴        | ۳۷۰۵۵        |
| ۱۲۷  | کنی سور مرن             | آلپ-ماریتیم                               | پروانس-آلپ-کوت دازور                      | ۴۹۹۰۲        | ۴۶۶۳۲        | ۴۸۳۱۳        | ۴۳۹۴۲        | ۴۰۹۰۲        | ۳۵۲۱۴        | ۲۹۵۳۸        | ۲۲۱۱۰        |
| ۱۲۸  | ونسن                    | ول-دو-مرن                                 | ایل-دو-فرانس                              | ۴۹۸۵۳        | ۴۸۶۴۹        | ۴۷۴۸۸        | ۴۳۵۹۵        | ۴۲۲۶۷        | ۴۲۸۷۰        | ۴۴۲۶۱        | ۴۹۱۴۳        |
| ۱۲۹  | سنت کوئین سور سن        | سن-سن-دنی                                 | ایل-دو-فرانس                              | ۴۹۶۶۴        | ۴۷۷۸۳        | ۴۲۹۵۰        | ۳۹۷۲۲        | ۴۲۳۴۳        | ۴۳۶۰۶        | ۴۳۵۸۸        | ۴۸۸۸۶        |
| ۱۳۰  | لاوال                   | ماین (شهرستان)                            | پی دو لا لوآر                             | ۴۹۴۹۲        | ۵۰۸۴۳        | ۵۱۲۳۳        | ۵۰۹۴۷        | ۵۰۴۷۳        | ۵۰۳۶۰        | ۵۱۵۴۴        | ۴۵۶۷۴        |
| ۱۳۱  | مونتروژ                 | او-دو-سن                                  | ایل-دو-فرانس                              | ۴۹۱۲۸        | ۴۸۷۱۰        | ۴۵۱۷۸        | ۳۷۷۳۳        | ۳۸۱۰۶        | ۳۸۵۱۷        | ۴۰۳۰۴        | ۴۴۹۲۲        |
| ۱۳۲  | البی                    | تارن                                      | اکسیتنی                                   | ۴۹۰۲۴        | ۴۹۱۷۹        | ۴۸۷۱۲        | ۴۶۲۷۴        | ۴۶۷۹۰        | ۴۵۹۴۷        | ۴۶۱۶۲        | ۴۲۹۳۰        |
| ۱۳۳  | بلفور                   | تریتوآر دو بلفور                          | بورگونی-فرانش-کنته                        | ۴۸۹۷۳        | ۵۰۱۲۸        | ۵۰۸۶۳        | ۵۰۴۱۷        | ۵۰۱۲۵        | ۵۱۲۰۶        | ۵۴۶۱۵        | ۵۳۲۱۴        |
| ۱۳۴  | اورو                    | شهرستان اور                               | نرماندی                                   | ۴۸۸۹۹        | ۴۹۳۵۹        | ۵۱۲۳۹        | ۵۱۱۹۸        | ۴۹۱۰۳        | ۴۶۰۴۵        | ۴۷۴۱۲        | ۴۲۵۵۰        |
| ۱۳۵  | مرتیگ                   | بوش-دو-رون                                | پروانس-آلپ-کوت دازور                      | ۴۸۷۸۳        | ۴۷۶۱۴        | ۴۶۳۱۸        | ۴۳۴۹۳        | ۴۲۶۷۸        | ۴۲۰۳۷        | ۳۸۳۷۳        | ۲۷۹۴۵        |
| ۱۳۶  | سورزن                   | او-دو-سن                                  | ایل-دو-فرانس                              | ۴۸۶۲۰        | ۴۶۸۷۶        | ۴۶۴۳۷        | ۳۹۶۹۷        | ۳۵۹۹۸        | ۳۵۱۸۷        | ۳۷۵۳۷        | ۴۰۶۱۶        |
| ۱۳۷  | وو آن وولن              | متروپل دو لیون                            | اوورنی-رون-آلپ                            | ۴۸۴۹۷        | ۴۲۷۲۶        | ۴۰۳۰۰        | ۳۹۱۵۴        | ۴۴۱۷۴        | ۴۴۱۶۰        | ۳۷۸۶۶        | ۲۰۷۲۶        |
| ۱۳۸  | بریو-لا-گیارد           | کورز                                      | نوول-آکیتن                                | ۴۷۰۰۴        | ۴۸۲۶۷        | ۵۰۰۰۹        | ۴۹۱۲۷        | ۴۹۷۶۵        | ۵۱۵۱۱        | ۵۱۸۲۸        | ۴۶۵۳۰        |
| ۱۳۹  | شارلویل-مزیر            | آردن                                      | گرانت است                                 | ۴۶۶۸۲        | ۴۹۴۳۳        | ۵۱۹۹۷        | ۵۵۴۹۰        | ۵۷۰۰۸        | ۵۸۶۶۷        | ۶۰۱۷۶        | ۵۵۵۴۵        |
| ۱۴۰  | ژنویلیه                 | او-دو-سن                                  | ایل-دو-فرانس                              | ۴۶۶۵۳        | ۴۱۹۳۰        | ۴۳۰۵۴        | ۴۲۵۱۳        | ۴۴۸۱۸        | ۴۵۳۹۶        | ۵۰۲۹۰        | ۴۶۰۷۴        |
| ۱۴۱  | سنت اربلن               | لوآر-آتلانتیک                             | پی دو لا لوآر                             | ۴۶۶۰۳        | ۴۳۰۸۲        | ۴۳۹۰۱        | ۴۳۷۲۶        | ۴۲۷۷۴        | ۴۱۹۵۸        | ۳۹۸۶۷        | ۱۷۵۶۸        |
| ۱۴۲  | سن-ملو                  | ایل-ا-ویلن                                | برتانی                                    | ۴۶۰۰۵        | ۴۵۲۰۱        | ۴۹۶۶۱        | ۵۰۶۷۵        | ۴۸۰۵۷        | ۴۶۳۴۷        | ۴۵۰۳۰        | ۴۲۲۹۷        |
| ۱۴۳  | کارکاسون                | اود                                       | اکسیتنی                                   | ۴۵۸۹۵        | ۴۷۲۶۸        | ۴۶۶۳۹        | ۴۳۹۵۰        | ۴۳۴۷۰        | ۴۱۱۵۳        | ۴۲۱۵۴        | ۴۳۶۱۶        |
| ۱۴۴  | سن پریه                 | متروپل دو لیون                            | اوورنی-رون-آلپ                            | ۴۵۸۴۴        | ۴۲۵۳۵        | ۴۰۷۴۶        | ۴۰۹۷۴        | ۴۱۸۷۶        | ۴۲۶۷۷        | ۳۶۷۳۴        | ۲۰۴۱۹        |
| ۱۴۵  | بلوآ                    | لوآر-ا-شر                                 | سانتر-وال-دلوآر                           | ۴۵۶۸۷        | ۴۶۳۹۰        | ۴۸۴۸۷        | ۴۹۱۷۱        | ۴۹۳۱۸        | ۴۷۲۴۳        | ۴۹۷۷۸        | ۴۲۲۶۴        |
| ۱۴۶  | سلون دو پروانس          | بوش-دو-رون                                | پروانس-آلپ-کوت دازور                      | ۴۵۵۷۴        | ۴۲۸۱۲        | ۴۰۱۴۷        | ۳۷۱۲۹        | ۳۴۰۵۴        | ۳۴۸۴۶        | ۳۴۵۷۶        | ۳۰۷۲۲        |
| ۱۴۷  | شلون-سور-سون            | سون-ا-لوآر                                | بورگونی-فرانش-کنته                        | ۴۵۴۴۶        | ۴۴۸۴۷        | ۴۶۵۳۴        | ۵۰۱۲۴        | ۵۴۵۷۵        | ۵۶۱۹۴        | ۵۸۱۸۷        | ۵۰۵۸۹        |
| ۱۴۸  | روزنی سو بوآ            | سن-سن-دنی                                 | ایل-دو-فرانس                              | ۴۵۴۱۱        | ۴۱۲۵۴        | ۴۱۱۷۴        | ۳۹۱۰۵        | ۳۷۴۸۹        | ۳۶۹۷۰        | ۳۵۷۸۴        | ۳۰۷۰۵        |
| ۱۴۹  | مودون                   | او-دو-سن                                  | ایل-دو-فرانس                              | ۴۵۳۲۸        | ۴۵۰۱۰        | ۴۴۷۴۵        | ۴۳۶۶۳        | ۴۵۳۳۹        | ۴۸۴۵۰        | ۵۲۸۰۶        | ۵۰۶۲۳        |
| ۱۵۰  | اوبنی                   | بوش-دو-رون                                | پروانس-آلپ-کوت دازور                      | ۴۵۲۹۰        | ۴۵۸۰۰        | ۴۴۶۸۲        | ۴۲۶۳۸        | ۴۱۱۰۰        | ۳۸۵۶۱        | ۳۳۵۹۵        | ۲۷۹۳۸        |
| ۱۵۱  | سن-بریو                 | کوت-دارمور                                | برتانی                                    | ۴۴۹۹۹        | ۴۶۱۷۳        | ۴۶۴۳۷        | ۴۶۰۸۷        | ۴۴۷۵۲        | ۴۸۵۶۳        | ۵۲۵۵۹        | ۵۰۲۸۱        |
| ۱۵۲  | شالون-آن-شامپانی        | مرن                                       | گرانت است                                 | ۴۴۹۸۰        | ۴۵۱۵۳        | ۴۶۱۸۴        | ۴۷۳۳۸        | ۴۸۴۲۳        | ۵۱۱۳۷        | ۵۲۲۷۵        | ۵۰۷۶۴        |
| ۱۵۳  | باستیا                  | کرس شمالی                                 | جزیره کرس                                 | ۴۴۸۲۹        | ۴۲۹۱۲        | ۴۳۵۷۷        | ۳۷۸۸۴        | ۳۷۸۴۵        | ۴۴۰۲۰        | ۴۲۸۱۰        | ۳۸۷۴۶        |
| ۱۵۴  | پوتو                    | او-دو-سن                                  | ایل-دو-فرانس                              | ۴۴۶۶۲        | ۴۴۶۸۳        | ۴۲۹۸۱        | ۴۰۷۸۰        | ۴۲۷۵۶        | ۳۶۱۱۷        | ۳۵۵۱۴        | ۳۷۹۴۶        |
| ۱۵۵  | لیوری-گرگان             | سن-سن-دنی                                 | ایل-دو-فرانس                              | ۴۴۴۶۶        | ۴۲۰۳۶        | ۴۱۵۵۶        | ۳۷۲۸۸        | ۳۵۳۸۷        | ۳۲۷۷۸        | ۳۲۹۱۷        | ۳۲۰۶۳        |
| ۱۵۶  | شوآزی-لو-روآ            | ول-دو-مرن                                 | ایل-دو-فرانس                              | ۴۴۴۵۰        | ۴۱۳۵۵        | ۳۶۱۹۸        | ۳۴۳۳۶        | ۳۴۰۶۸        | ۳۵۴۷۶        | ۳۸۷۰۵        | ۴۱۴۴۰        |
| ۱۵۷  | شاتورو                  | اندر                                      | سانتر-وال-دلوآر                           | ۴۴۰۸۸        | ۴۵۵۲۱        | ۴۷۵۵۹        | ۴۹۶۳۲        | ۵۰۹۶۹        | ۵۱۹۴۲        | ۵۳۴۲۹        | ۴۹۱۳۸        |
| ۱۵۸  | سن ژرمن آن له           | ایولین                                    | ایل-دو-فرانس                              | ۴۴۰۰۸        | ۴۴۷۴۸        | ۴۵۵۱۶        | ۴۲۵۸۴        | ۴۳۹۷۹        | ۴۰۵۰۶        | ۳۹۵۳۸        | ۳۹۲۷۴        |
| ۱۵۹  | مانت-اژولی              | ایولین                                    | ایل-دو-فرانس                              | ۴۳۹۶۹        | ۴۲۷۲۷        | ۴۱۹۳۰        | ۴۳۶۷۲        | ۴۵۰۸۷        | ۴۳۵۶۴        | ۴۲۴۶۵        | ۲۶۰۶۲        |
| ۱۶۰  | آلفورویل                | ول-دو-مرن                                 | ایل-دو-فرانس                              | ۴۳۸۸۶        | ۴۴۵۵۰        | ۴۲۷۴۳        | ۳۶۲۳۲        | ۳۶۱۱۹        | ۳۶۲۳۱        | ۳۸۰۵۷        | ۳۵۰۲۳        |
| ۱۶۱  | سن لوران دو مرونی       | گویان فرانسه                              | گویان فرانسه                              | ۴۳۷۹۹        | ۴۰۴۶۲        | ۳۳۷۰۷        | ۱۹۲۱۱        | ۱۳۶۱۶        | ۶۹۷۱         | ۵۰۵۵         | ۵۰۳۱         |
| ۱۶۲  | والنسین                 | نر                                        | او-دو-فرانس                               | ۴۳۶۸۰        | ۴۳۴۷۱        | ۴۲۴۲۶        | ۴۱۲۷۸        | ۳۸۴۴۱        | ۴۰۲۷۵        | ۴۲۴۷۳        | ۴۶۶۲۶        |
| ۱۶۳  | ست، فرانسه              | شهرستان ارو، فرانسه                       | اکسیتنی                                   | ۴۳۶۰۹        | ۴۳۴۰۸        | ۴۳۰۰۸        | ۳۹۵۴۲        | ۴۱۵۱۰        | ۳۹۵۴۵        | ۳۹۲۵۸        | ۴۰۴۷۶        |
| ۱۶۴  | نوآزی لو سک             | سن-سن-دنی                                 | ایل-دو-فرانس                              | ۴۳۵۳۷        | ۴۰۲۳۲        | ۳۸۵۸۷        | ۳۷۳۱۲        | ۳۶۳۰۹        | ۳۶۸۸۰        | ۳۷۷۳۴        | ۳۴۰۷۹        |
| ۱۶۵  | له سبل-دولون            | وانده                                     | پی دو لا لوآر                             | ۴۳۲۱۹        | ۴۳۴۷۸        | ۴۰۸۹۸        | ۳۸۴۹۰        | ۳۵۳۴۲        | ۳۲۳۳۶        | ۳۰۸۶۹        | ۲۸۲۱۸        |
| ۱۶۶  | ایستر                   | بوش-دو-رون                                | پروانس-آلپ-کوت دازور                      | ۴۲۹۲۵        | ۴۲۹۴۳        | ۴۲۰۹۰        | ۳۸۹۹۳        | ۳۵۱۶۳        | ۲۸۵۶۱        | ۱۸۱۲۹        | ۱۳۴۰۴        |
| ۱۶۷  | کلوئیر اکوئیر           | متروپل دو لیون                            | اوورنی-رون-آلپ                            | ۴۲۹۱۵        | ۴۱۳۵۷        | ۴۱۴۱۸        | ۴۱۲۳۳        | ۴۱۳۱۱        | ۴۱۹۳۱        | ۴۳۰۴۱        | ۳۷۶۰۳        |
| ۱۶۸  | تلانس                   | ژیروند                                    | نوول-آکیتن                                | ۴۲۷۱۲        | ۴۰۷۶۳        | ۴۰۹۲۰        | ۳۷۲۱۰        | ۳۴۴۸۵        | ۳۴۶۹۲        | ۳۴۱۲۷        | ۲۹۱۶۱        |
| ۱۶۹  | گرژ لگونس               | ول-دوآز                                   | ایل-دو-فرانس                              | ۴۲۵۹۸        | ۳۹۷۳۰        | ۳۹۶۷۲        | ۴۰۰۵۸        | ۴۲۱۴۴        | ۴۰۱۸۲        | ۳۷۹۲۷        | ۲۷۳۱۲        |
| ۱۷۰  | لکورنو                  | سن-سن-دنی                                 | ایل-دو-فرانس                              | ۴۲۳۸۵        | ۳۸۷۸۹        | ۳۷۰۳۴        | ۳۵۳۱۰        | ۳۴۱۳۹        | ۳۳۵۳۷        | ۳۷۹۵۸        | ۴۳۳۱۸        |
| ۱۷۱  | آنگولم                  | شرانت                                     | نوول-آکیتن                                | ۴۱۹۳۵        | ۴۱۷۷۶        | ۴۲۰۹۶        | ۴۳۱۷۱        | ۴۲۸۷۶        | ۴۶۱۹۷        | ۴۷۲۲۱        | ۴۷۸۲۲        |
| ۱۷۲  | بولون-سور-مر            | پا-دو-کاله                                | او-دو-فرانس                               | ۴۱۶۶۹        | ۴۲۶۸۰        | ۴۴۲۷۳        | ۴۴۸۵۹        | ۴۳۶۷۸        | ۴۷۶۵۳        | ۴۸۴۴۰        | ۴۹۲۸۸        |
| ۱۷۳  | لو کنه                  | آلپ-ماریتیم                               | پروانس-آلپ-کوت دازور                      | ۴۱۶۱۲        | ۴۲۷۵۴        | ۴۲۵۳۱        | ۴۲۱۵۸        | ۴۱۸۴۲        | ۳۷۴۱۱        | ۳۳۸۹۲        | ۲۳۲۳۱        |
| ۱۷۴  | بورگ-آن-برس             | ان (اوورنی-رون-آلپ)                       | اوورنی-رون-آلپ                            | ۴۱۳۶۵        | ۳۹۸۸۲        | ۴۰۱۵۶        | ۴۰۶۶۶        | ۴۰۹۷۲        | ۴۱۰۹۸        | ۴۲۱۸۱        | ۳۷۸۸۷        |
| ۱۷۵  | وترولو                  | نر                                        | او-دو-فرانس                               | ۴۱۳۴۱        | ۴۱۵۳۸        | ۴۲۸۵۲        | ۴۲۷۵۳        | ۴۳۶۷۵        | ۴۴۶۲۶        | ۴۵۴۴۰        | ۴۳۷۵۴        |
| ۱۷۶  | کستر                    | تارن                                      | اکسیتنی                                   | ۴۱۳۳۸        | ۴۲۲۲۲        | ۴۳۱۴۱        | ۴۳۴۹۶        | ۴۴۸۱۲        | ۴۵۵۷۸        | ۴۵۹۷۸        | ۴۰۴۵۷        |
| ۱۷۷  | تیون‌ویل                 | موزل                                      | گرانت است                                 | ۴۱۰۸۳        | ۴۰۹۵۱        | ۴۱۱۲۷        | ۴۰۹۰۷        | ۳۹۷۱۲        | ۴۰۵۷۳        | ۴۳۰۲۰        | ۴۰۲۵۴        |
| ۱۷۸  | برون                    | متروپل دو لیون                            | اوورنی-رون-آلپ                            | ۴۱۰۶۰        | ۳۸۸۸۱        | ۳۸۹۱۹        | ۳۷۳۶۹        | ۳۹۶۸۳        | ۴۰۶۳۸        | ۴۴۵۶۳        | ۴۱۶۱۹        |
| ۱۷۹  | آراس                    | پا-دو-کاله                                | او-دو-فرانس                               | ۴۰۸۸۳        | ۴۱۳۲۲        | ۴۲۰۱۵        | ۴۰۵۹۰        | ۳۸۹۸۳        | ۴۱۷۳۶        | ۴۶۴۸۳        | ۴۹۱۸۰        |
| ۱۸۰  | گپ                      | اوت-آلپ                                   | پروانس-آلپ-کوت دازور                      | ۴۰۸۰۵        | ۴۰۶۵۴        | ۳۷۳۳۲        | ۳۶۲۶۲        | ۳۳۴۴۴        | ۳۰۶۷۶        | ۲۸۲۳۳        | ۲۴۵۷۱        |
| ۱۸۱  | روزه، فرانسه            | لوآر-آتلانتیک                             | پی دو لا لوآر                             | ۴۰۳۶۸        | ۳۸۹۳۲        | ۳۷۳۳۳        | ۳۵۴۷۸        | ۳۳۲۶۲        | ۳۳۵۶۲        | ۳۵۷۳۰        | ۳۳۵۰۹        |
| ۱۸۲  | تارب                    | اوت-پیرنه                                 | اکسیتنی                                   | ۴۰۳۱۸        | ۴۲۸۸۸        | ۴۵۴۳۳        | ۴۶۲۷۵        | ۴۷۵۶۶        | ۵۱۴۲۲        | ۵۴۸۹۷        | ۵۵۳۷۵        |
| ۱۸۳  | کومپین                  | اوآز                                      | او-دو-فرانس                               | ۴۰۲۵۸        | ۳۹۵۱۷        | ۴۲۰۳۶        | ۴۱۲۵۴        | ۴۱۸۹۶        | ۴۰۳۸۴        | ۳۷۶۹۹        | ۲۹۷۰۰        |
| ۱۸۴  | مولن                    | سن-ا-مرن                                  | ایل-دو-فرانس                              | ۴۰۲۲۸        | ۳۹۴۹۷        | ۳۷۶۶۳        | ۳۵۶۹۵        | ۳۵۳۱۹        | ۳۵۰۰۵        | ۳۷۷۱۲        | ۳۴۵۲۴        |
| ۱۸۵  | لو لمونتن               | مارتینیک                                  | مارتینیک                                  | ۴۰۱۷۵        | ۳۹۴۵۸        | ۳۹۸۴۷        | ۳۵۴۶۰        | ۳۰۰۲۸        | ۲۶۳۶۷        | ۲۳۱۴۵        | ۱۸۵۵۳        |
| ۱۸۶  | دراگینیان               | ور (بخش)                                  | پروانس-آلپ-کوت دازور                      | ۴۰۰۵۳        | ۳۷۵۰۱        | ۳۷۰۸۸        | ۳۲۸۲۹        | ۳۰۱۸۳        | ۲۶۶۶۷        | ۲۱۴۴۸        | ۱۸۳۷۶        |
| ۱۸۷  | آلس                     | گار                                       | اکسیتنی                                   | ۳۹۹۷۰        | ۴۰۸۵۱        | ۴۰۹۴۹        | ۳۹۳۴۶        | ۴۱۰۳۷        | ۴۳۲۶۸        | ۴۴۲۴۵        | ۴۲۸۱۸        |
| ۱۸۸  | بنیو                    | او-دو-سن                                  | ایل-دو-فرانس                              | ۳۹۷۶۳        | ۳۸۰۰۲        | ۳۸۹۳۶        | ۳۷۲۵۲        | ۳۶۳۶۴        | ۴۰۳۸۵        | ۴۰۶۷۴        | ۴۲۰۰۶        |
| ۱۸۹  | دوئه                    | نر                                        | او-دو-فرانس                               | ۳۹۶۵۷        | ۴۱۹۱۵        | ۴۲۷۶۶        | ۴۲۷۹۶        | ۴۲۱۷۵        | ۴۲۵۷۶        | ۴۵۲۳۹        | ۴۹۱۸۷        |
| ۱۹۰  | لکه                     | سن-سن-دنی                                 | ایل-دو-فرانس                              | ۳۹۶۱۸        | ۳۴۸۳۰        | ۳۴۶۷۰        | ۳۲۸۳۹        | ۳۴۸۷۹        | ۳۶۰۷۹        | ۳۵۵۴۵        | ۳۲۱۶۹        |
| ۱۹۱  | مرکان برول              | نر                                        | او-دو-فرانس                               | ۳۹۲۹۸        | ۳۹۵۹۱        | ۳۸۹۳۹        | ۳۷۱۷۷        | ۳۶۶۰۱        | ۳۵۲۷۸        | ۳۶۱۲۶        | ۳۵۱۳۶        |
| ۱۹۲  | گنیی                    | سن-سن-دنی                                 | ایل-دو-فرانس                              | ۳۹۱۴۸        | ۳۹۳۷۸        | ۳۷۷۲۹        | ۳۶۷۱۵        | ۳۶۰۵۹        | ۳۴۸۶۱        | ۳۶۷۷۲        | ۳۵۷۸۰        |
| ۱۹۳  | شارتر                   | اور-ا-لوآر                                | سانتر-وال-دلوآر                           | ۳۸۷۵۲        | ۳۹۲۷۳        | ۴۰۰۲۲        | ۴۰۳۶۱        | ۳۹۵۹۵        | ۳۷۱۱۹        | ۳۸۹۲۸        | ۳۴۴۶۹        |
| ۱۹۴  | آنگله                   | پیرنه-آتلانتیک                            | نوول-آکیتن                                | ۳۸۷۲۴        | ۳۸۶۸۳        | ۳۷۶۴۶        | ۳۵۲۶۳        | ۳۳۰۴۱        | ۲۹۸۲۱        | ۲۵۲۴۵        | ۲۱۱۹۰        |
| ۱۹۵  | کولومیه                 | اوت-گارون                                 | اکسیتنی                                   | ۳۸۷۱۶        | ۳۵۷۸۴        | ۳۲۱۱۰        | ۲۸۵۳۸        | ۲۶۹۷۹        | ۲۳۳۲۶        | ۲۰۱۲۶        | ۱۰۵۸۴        |
| ۱۹۶  | مونتلیمر                | دروم                                      | اوورنی-رون-آلپ                            | ۳۸۶۹۲        | ۳۵۳۷۲        | ۳۳۹۲۴        | ۳۱۳۴۴        | ۲۹۹۸۲        | ۲۹۱۶۱        | ۲۸۰۵۸        | ۲۶۷۴۸        |
| ۱۹۷  | سن مرتن در              | ایزر                                      | اوورنی-رون-آلپ                            | ۳۸۶۳۴        | ۳۷۱۲۶        | ۳۵۲۱۷        | ۳۵۷۷۷        | ۳۴۳۴۱        | ۳۵۱۸۸        | ۳۸۰۵۲        | ۳۳۶۰۵        |
| ۱۹۸  | پونتو کومبو             | سن-ا-مرن                                  | ایل-دو-فرانس                              | ۳۸۳۲۶        | ۳۶۴۵۸        | ۳۴۵۴۶        | ۳۲۸۸۶        | ۲۶۸۰۴        | ۱۹۰۳۷        | ۱۶۷۶۱        | ۹۲۸۲         |
| ۱۹۹  | سن بنوآ                 | رئونیون                                   | رئونیون                                   | ۳۸۱۴۲        | ۳۵۷۳۳        | ۳۳۱۸۷        | ۳۱۵۶۰        | ۲۶۱۸۷        | ۲۳۵۴۱        | ۲۱۶۵۸        | ۱۹۴۹۲        |
| ۲۰۰  | سن ژوزف                 | رئونیون                                   | رئونیون                                   | ۳۷۶۲۹        | ۳۶۴۰۱        | ۳۳۵۰۹        | ۳۰۲۹۳        | ۲۵۶۳۰        | ۲۳۳۰۷        | ۲۳۶۵۳        | ۲۲۳۶۱        |
| ۲۰۱  | ژوئه لتور               | اندر-ا-لوآر                               | سانتر-وال-دلوآر                           | ۳۷۵۰۵        | ۳۶۵۵۴        | ۳۶۲۳۳        | ۳۶۵۱۷        | ۳۶۷۹۸        | ۳۴۷۰۴        | ۲۷۴۵۰        | ۱۷۸۲۶        |
| ۲۰۲  | وییوفرانش سور سئون      | رون (بخش)                                 | اوورنی-رون-آلپ                            | ۳۷۲۶۶        | ۳۵۶۴۰        | ۳۴۱۸۸        | ۳۰۶۴۷        | ۲۹۵۴۲        | ۲۸۸۸۱        | ۳۰۳۴۱        | ۲۶۳۳۸        |
| ۲۰۳  | پوآسی                   | ایولین                                    | ایل-دو-فرانس                              | ۳۷۱۴۶        | ۳۷۶۶۲        | ۳۵۸۶۰        | ۳۵۸۴۱        | ۳۶۷۴۵        | ۳۶۳۸۹        | ۳۷۴۹۷        | ۳۳۶۱۳        |
| ۲۰۴  | شتیون، او-دو-سن         | او-دو-سن                                  | ایل-دو-فرانس                              | ۳۶۶۷۹        | ۳۳۴۰۵        | ۳۲۰۷۷        | ۲۸۶۲۲        | ۲۶۴۱۱        | ۲۴۸۳۴        | ۲۶۵۷۴        | ۲۴۶۴۰        |
| ۲۰۵  | ویوپنت                  | سن-سن-دنی                                 | ایل-دو-فرانس                              | ۳۶۶۵۶        | ۳۵۸۵۰        | ۳۵۵۹۲        | ۳۳۷۸۲        | ۳۰۳۰۳        | ۲۳۷۴۵        | ۱۷۴۶۵        | ۱۲۱۰۳        |
| ۲۰۶  | سوینیی سور اورژ         | اسون                                      | ایل-دو-فرانس                              | ۳۶۳۰۷        | ۳۷۱۳۲        | ۳۷۲۵۹        | ۳۶۲۵۸        | ۳۳۲۹۵        | ۳۲۵۰۲        | ۳۴۴۷۸        | ۳۱۹۵۶        |
| ۲۰۷  | مونلوسون                | آلیه                                      | اوورنی-رون-آلپ                            | ۳۶۱۴۷        | ۳۸۱۶۶        | ۳۹۸۸۹        | ۴۱۳۶۲        | ۴۴۲۴۸        | ۴۹۹۱۲        | ۵۶۴۶۸        | ۵۷۸۷۱        |
| ۲۰۸  | فرانکونویل              | ول-دوآز                                   | ایل-دو-فرانس                              | ۳۶۱۱۲        | ۳۳۵۱۲        | ۳۲۹۸۸        | ۳۳۴۹۷        | ۳۳۸۰۲        | ۳۲۹۴۸        | ۲۴۲۳۱        | ۱۶۲۰۵        |
| ۲۰۹  | بنیوله                  | سن-سن-دنی                                 | ایل-دو-فرانس                              | ۳۵۸۶۴        | ۳۴۵۱۳        | ۳۴۰۶۹        | ۳۲۵۱۱        | ۳۲۶۰۰        | ۳۲۵۵۷        | ۳۵۹۰۶        | ۳۴۰۵۴        |
| ۲۱۰  | سنت ژنویو دبوآ          | اسون                                      | ایل-دو-فرانس                              | ۳۵۸۵۹        | ۳۴۷۷۱        | ۳۴۰۲۴        | ۳۲۱۲۵        | ۳۱۲۸۶        | ۳۰۴۳۹        | ۳۱۸۵۹        | ۲۳۶۸۴        |
| ۲۱۱  | اشیرول                  | ایزر                                      | اوورنی-رون-آلپ                            | ۳۵۸۵۵        | ۳۵۹۹۵        | ۳۵۶۸۷        | ۳۲۸۰۶        | ۳۴۴۳۵        | ۳۷۳۶۰        | ۳۳۲۸۸        | ۱۵۴۲۹        |
| ۲۱۲  | کخیی                    | اوآز                                      | او-دو-فرانس                               | ۳۵۷۴۷        | ۳۳۷۴۱        | ۳۳۴۷۹        | ۳۰۶۷۵        | ۳۱۹۵۶        | ۳۴۷۰۹        | ۳۲۵۰۹        | ۳۲۵۴۴        |
| ۲۱۳  | سنت مارتین              | Saint-Martin est une مجموعه فرادریایی     | Saint-Martin est une مجموعه فرادریایی     | ۳۵۷۴۶        | ۳۶۲۸۶        | ۳۱۳۹۷        | ۲۹۰۷۸        | ۲۸۵۱۸        | ۸۰۷۲         | ۵۵۵۰         | ۴۹۹۲         |
| ۲۱۴  | ترامبله آنفرانس         | سن-سن-دنی                                 | ایل-دو-فرانس                              | ۳۵۶۹۱        | ۳۴۴۵۲        | ۳۵۳۴۰        | ۳۳۸۸۵        | ۳۱۳۸۵        | ۲۹۶۴۴        | ۲۶۸۴۶        | ۱۸۴۸۲        |
| ۲۱۵  | کنفلان-سنت-اونورین      | ایولین                                    | ایل-دو-فرانس                              | ۳۵۴۰۴        | ۳۵۵۸۲        | ۳۳۶۷۱        | ۳۳۳۲۷        | ۳۱۴۶۷        | ۲۸۹۷۷        | ۳۱۰۶۶        | ۲۶۳۰۴        |
| ۲۱۶  | لسیوته                  | بوش-دو-رون                                | پروانس-آلپ-کوت دازور                      | ۳۵۳۶۶        | ۳۳۷۳۸        | ۳۲۱۲۶        | ۳۱۶۳۰        | ۳۰۶۲۰        | ۳۱۷۲۷        | ۳۲۷۲۱        | ۲۳۹۱۶        |
| ۲۱۷  | سن-شامون                | لوآر                                      | اوورنی-رون-آلپ                            | ۳۵۳۳۹        | ۳۵۴۱۹        | ۳۵۶۰۸        | ۳۷۳۷۸        | ۳۸۸۷۸        | ۴۰۲۶۷        | ۴۰۲۵۰        | ۳۷۷۲۸        |
| ۲۱۸  | سن رافائل، ور           | ور (بخش)                                  | پروانس-آلپ-کوت دازور                      | ۳۵۲۲۲        | ۳۳۶۲۴        | ۳۳۸۰۴        | ۳۰۶۷۱        | ۲۶۶۱۶        | ۲۴۱۱۸        | ۲۱۰۸۰        | ۱۷۸۴۴        |
| ۲۱۹  | تونون لبن               | اوت سووآ                                  | اوورنی-رون-آلپ                            | ۳۵۱۳۲        | ۳۳۹۲۸        | ۳۱۲۱۳        | ۲۸۹۲۷        | ۲۸۴۰۱        | ۲۴۸۴۴        | ۲۴۴۵۴        | ۲۰۷۰۰        |
| ۲۲۰  | ان‌مس                    | اوت سووآ                                  | اوورنی-رون-آلپ                            | ۳۵۰۴۱        | ۳۲۶۵۷        | ۲۸۵۷۲        | ۲۷۲۵۳        | ۲۷۶۶۹        | ۲۶۲۰۴        | ۲۳۳۸۴        | ۱۷۱۶۶        |
| ۲۲۱  | اوسر                    | یون                                       | بورگونی-فرانش-کنته                        | ۳۴۸۴۶        | ۳۵۵۳۴        | ۳۷۴۱۹        | ۳۷۷۹۰        | ۳۸۸۱۹        | ۳۸۷۴۱        | ۳۸۳۴۲        | ۳۶۰۶۳        |
| ۲۲۲  | لو پور                  | رئونیون                                   | رئونیون                                   | ۳۴۸۱۰        | ۳۷۵۵۸        | ۳۸۱۴۸        | ۳۸۴۱۲        | ۳۴۶۹۲        | ۳۰۱۳۱        | ۲۵۰۶۸        | ۱۹۷۶۸        |
| ۲۲۳  | نوی سور مرن             | سن-سن-دنی                                 | ایل-دو-فرانس                              | ۳۴۶۸۵        | ۳۴۰۰۵        | ۳۳۳۵۲        | ۳۲۷۵۴        | ۳۱۴۶۱        | ۳۱۱۹۵        | ۳۰۱۶۸        | ۲۲۵۴۳        |
| ۲۲۴  | روآن                    | لوآر                                      | اوورنی-رون-آلپ                            | ۳۴۶۸۵        | ۳۶۱۴۷        | ۳۶۱۲۶        | ۳۸۸۹۶        | ۴۱۷۵۹        | ۴۸۷۰۸        | ۵۵۱۹۸        | ۵۳۳۸۵        |
| ۲۲۵  | اگنو                    | با-رن                                     | گرانت است                                 | ۳۴۴۶۰        | ۳۴۶۱۹        | ۳۴۸۹۱        | ۳۲۲۴۲        | ۲۷۶۷۵        | ۲۶۶۲۹        | ۲۵۱۴۷        | ۲۲۹۴۴        |
| ۲۲۶  | پلزو                    | اسون                                      | ایل-دو-فرانس                              | ۳۴۱۲۰        | ۳۰۳۱۶        | ۳۰۳۳۹        | ۲۸۹۶۵        | ۲۸۳۹۵        | ۲۸۳۶۹        | ۲۸۷۱۶        | ۲۳۳۴۳        |
| ۲۲۷  | لو پرو-سور-مرن          | ول-دو-مرن                                 | ایل-دو-فرانس                              | ۳۳۹۷۰        | ۳۳۲۱۴        | ۳۲۰۶۷        | ۳۰۰۸۰        | ۲۸۴۷۷        | ۲۷۶۴۷        | ۲۸۳۳۳        | ۲۹۰۹۹        |
| ۲۲۸  | ویترول                  | بوش-دو-رون                                | پروانس-آلپ-کوت دازور                      | ۳۳۸۸۰        | ۳۴۸۲۷        | ۳۷۶۹۰        | ۳۶۷۸۴        | ۳۵۳۹۷        | ۲۲۷۲۵        | ۱۳۴۱۳        | ۵۰۵۰         |
| ۲۲۹  | سن لو                   | رئونیون                                   | رئونیون                                   | ۳۳۶۹۷        | ۳۱۸۳۷        | ۲۸۹۶۹        | ۲۵۳۱۰        | ۲۰۹۳۱        | ۱۸۲۰۷        | ۱۷۳۹۶        | ۱۶۸۷۰        |
| ۲۳۰  | اتی مون                 | اسون                                      | ایل-دو-فرانس                              | ۳۳۶۹۱        | ۲۹۸۳۱        | ۳۰۶۱۵        | ۲۹۴۲۷        | ۲۹۱۲۱        | ۲۸۴۹۴        | ۳۰۷۳۵        | ۲۷۶۳۸        |
| ۲۳۱  | مرینین                  | بوش-دو-رون                                | پروانس-آلپ-کوت دازور                      | ۳۳۶۵۸        | ۳۴۳۹۳        | ۳۲۹۲۱        | ۳۴۰۰۶        | ۳۲۳۲۵        | ۳۱۱۰۹        | ۲۶۴۷۷        | ۲۰۰۴۴        |
| ۲۳۲  | اژن                     | لو-ا-گرون                                 | نوول-آکیتن                                | ۳۳۵۶۹        | ۳۳۶۲۰        | ۳۳۷۲۸        | ۳۰۱۷۰        | ۳۰۵۵۳        | ۳۱۵۹۳        | ۳۴۰۳۹        | ۳۴۹۴۹        |
| ۲۳۳  | ماکن                    | سون-ا-لوآر                                | بورگونی-فرانش-کنته                        | ۳۳۴۲۷        | ۳۳۷۳۰        | ۳۴۱۷۱        | ۳۴۴۶۹        | ۳۷۲۷۵        | ۳۸۴۰۴        | ۳۹۳۴۴        | ۳۴۲۲۷        |
| ۲۳۴  | نور (شهر فرانسوی)       | نی‌یور                                     | بورگونی-فرانش-کنته                        | ۳۳۳۲۵        | ۳۶۲۱۰        | ۳۸۴۹۶        | ۴۰۹۳۲        | ۴۱۹۶۸        | ۴۳۰۱۳        | ۴۵۴۸۰        | ۴۲۴۲۲        |
| ۲۳۵  | رمن- سور-ایزر           | دروم                                      | اوورنی-رون-آلپ                            | ۳۳۳۱۰        | ۳۳۶۱۳        | ۳۳۱۳۸        | ۳۲۶۶۷        | ۳۲۷۳۴        | ۳۳۱۵۲        | ۳۳۰۳۰        | ۳۱۵۴۵        |
| ۲۳۶  | سیس فور لپلاژ           | ور (بخش)                                  | پروانس-آلپ-کوت دازور                      | ۳۳۲۵۰        | ۳۴۲۷۵        | ۳۴۳۲۵        | ۳۲۷۴۲        | ۲۸۹۵۷        | ۲۵۵۲۶        | ۲۰۰۹۰        | ۱۵۱۱۸        |
| ۲۳۷  | سنت ماری، رئونیون       | رئونیون                                   | رئونیون                                   | ۳۳۱۶۰        | ۲۹۹۶۲        | ۳۰۵۹۶        | ۲۶۵۸۲        | ۲۰۱۵۸        | ۱۷۲۵۱        | ۱۶۵۶۶        | ۱۴۳۶۷        |
| ۲۳۸  | شاتنه-ملبری             | او-دو-سن                                  | ایل-دو-فرانس                              | ۳۳۰۱۶        | ۳۲۰۸۳        | ۳۱۸۷۳        | ۳۰۶۲۱        | ۲۹۱۹۷        | ۲۸۵۸۰        | ۳۰۴۹۷        | ۲۷۴۸۴        |
| ۲۳۹  | مزیو                    | متروپل دو لیون                            | اوورنی-رون-آلپ                            | ۳۲۹۹۶        | ۳۱۰۹۰        | ۲۸۷۳۸        | ۲۸۰۰۹        | ۲۸۰۷۷        | ۲۶۷۷۶        | ۱۹۴۳۵        | ۱۰۰۱۲        |
| ۲۴۰  | مونتینیه لو بروتونو     | ایولین                                    | ایل-دو-فرانس                              | ۳۲۹۸۶        | ۳۳۵۶۷        | ۳۳۹۶۸        | ۳۵۲۱۶        | ۳۱۶۸۷        | ۱۴۰۹۳        | ۱۵۵۰         | ۹۳۷          |
| ۲۴۱  | لپوسسیون                | رئونیون                                   | رئونیون                                   | ۳۲۹۷۳        | ۳۰۹۱۱        | ۲۶۲۴۲        | ۲۱۹۰۴        | ۱۵۶۱۴        | ۱۱۰۰۲        | ۱۰۱۱۲        | ۷۶۲۶         |
| ۲۴۲  | ویلنوو-سن-ژرژ           | ول-دو-مرن                                 | ایل-دو-فرانس                              | ۳۲۹۶۶        | ۳۲۷۶۷        | ۳۰۴۵۰        | ۲۸۳۶۱        | ۲۶۹۵۲        | ۲۸۱۱۹        | ۳۱۶۶۴        | ۳۰۴۶۷        |
| ۲۴۳  | ویونو دورون             | ژیروند                                    | نوول-آکیتن                                | ۳۲۷۵۰        | ۲۸۹۸۴        | ۲۹۹۵۸        | ۲۷۵۰۰        | ۲۵۶۰۹        | ۲۱۰۷۳        | ۲۲۹۷۵        | ۲۱۲۶۳        |
| ۲۴۴  | تخپ                     | ایولین                                    | ایل-دو-فرانس                              | ۳۲۶۷۹        | ۲۹۵۶۳        | ۲۹۵۲۹        | ۲۸۸۱۲        | ۳۰۸۷۸        | ۲۹۷۶۳        | ۲۲۸۹۵        | ۱۶۷۹۹        |
| ۲۴۵  | کمبره                   | نر                                        | او-دو-فرانس                               | ۳۲۶۶۸        | ۳۲۷۷۰        | ۳۲۵۹۴        | ۳۳۷۳۸        | ۳۳۰۹۲        | ۳۵۲۷۲        | ۳۹۰۴۹        | ۳۷۵۸۴        |
| ۲۴۶  | لمورو                   | ایولین                                    | ایل-دو-فرانس                              | ۳۲۵۷۵        | ۳۰۷۳۹        | ۳۲۶۳۴        | ۳۱۷۳۹        | ۳۳۰۸۹        | ۳۱۶۱۹        | ۲۸۱۶۵        | ۲۱۷۳۳        |
| ۲۴۷  | متوری                   | گویان فرانسه                              | گویان فرانسه                              | ۳۲۴۴۰        | ۲۹۲۳۵        | ۲۴۵۸۳        | ۱۸۰۳۲        | ۱۰۱۵۲        | ۲۵۳۲         | ۱۱۳۳         | ۵۶۷          |
| ¤    | Koungou                 | مایوت                                     | مایوت                                     | ۳۲۱۵۶ (۲۰۱۷) | ۲۶۴۸۸ (۲۰۱۲) | ۱۹۸۳۱ (۲۰۰۷) | ۱۰۱۶۰ (۱۹۹۷) | ۶۰۴۶ (۱۹۹۱)  | ۳۴۷۹ (۱۹۸۵)  |              |              |
| ۲۴۸  | شته لورو                | وین                                       | نوول-آکیتن                                | ۳۲۰۵۷        | ۳۱۹۰۲        | ۳۴۴۰۲        | ۳۴۱۲۶        | ۳۴۶۷۸        | ۳۵۸۳۸        | ۳۷۰۸۰        | ۳۵۷۹۳        |
| ۲۴۹  | نوژان-سور-مرن           | ول-دو-مرن                                 | ایل-دو-فرانس                              | ۳۱۹۴۷        | ۳۱۷۹۵        | ۳۰۶۳۲        | ۲۸۱۹۱        | ۲۵۲۴۸        | ۲۴۶۳۰        | ۲۵۶۳۴        | ۲۶۲۳۸        |
| ¤    | Dumbéa                  | کالدونیای جدید (collectivité sui generis) | کالدونیای جدید (collectivité sui generis) | ۳۱۸۱۲ (۲۰۱۴) | ۲۴۱۰۳ (۲۰۰۹) | ۱۸۶۰۲ (۲۰۰۴) | ۱۳۸۸۸ (۱۹۹۶) | ۱۰۰۵۲ (۱۹۸۹) | ۵۵۳۸ (۱۹۸۳)  | ۴۱۹۱ (۱۹۷۶)  | ۱۳۰۴ (۱۹۶۹)  |
| ۲۵۰  | شیلتیگهایم              | با-رن                                     | گرانت است                                 | ۳۱۸۱۱        | ۳۱۶۳۳        | ۳۱۲۳۹        | ۳۰۸۴۱        | ۲۹۱۵۵        | ۲۹۵۷۴        | ۳۰۱۴۴        | ۲۹۱۹۸        |
| ۲۵۱  | اوی، ایولین             | ایولین                                    | ایل-دو-فرانس                              | ۳۱۶۸۹        | ۳۱۹۵۲        | ۳۰۸۳۵        | ۲۹۶۳۴        | ۲۹۶۵۰        | ۲۹۵۳۷        | ۳۰۳۴۵        | ۲۹۳۳۸        |
| ۲۵۲  | پلزیر                   | ایولین                                    | ایل-دو-فرانس                              | ۳۱۶۸۰        | ۳۱۰۷۴        | ۳۱۵۳۹        | ۳۱۰۴۵        | ۲۵۸۷۷        | ۲۲۵۹۳        | ۲۱۲۵۹        | ۶۸۶۹         |
| ۲۵۳  | اپینال                  | ووژ                                       | گرانت است                                 | ۳۱۵۵۸        | ۳۲۷۳۴        | ۳۴۰۱۴        | ۳۵۷۹۴        | ۳۶۷۳۲        | ۳۷۸۱۸        | ۳۹۶۰۴        | ۳۶۸۵۶        |
| ۲۵۴  | Le Chesnay-Rocquencourt | ایولین                                    | ایل-دو-فرانس                              | ۳۱۳۲۴        | ۳۲۴۴۳        | ۳۲۸۰۳        | ۳۱۷۴۸        | ۳۳۴۱۳        | ۳۱۶۸۱        | ۲۶۸۱۵        | ۱۵۰۷۰        |
| ۲۵۵  | وینیوسورسن              | اسون                                      | ایل-دو-فرانس                              | ۳۱۲۵۶        | ۲۸۲۸۹        | ۲۶۳۳۳        | ۲۵۶۵۲        | ۲۵۲۰۳        | ۲۴۴۶۲        | ۲۶۵۵۰        | ۲۲۵۷۷        |
| ۲۵۶  | لای-له-رز               | ول-دو-مرن                                 | ایل-دو-فرانس                              | ۳۱۱۸۹        | ۳۰۵۷۴        | ۳۰۴۲۸        | ۲۹۶۶۰        | ۲۹۷۴۶        | ۲۹۵۶۸        | ۳۱۴۱۲        | ۲۴۳۵۲        |
| ۲۵۷  | شتو                     | ایولین                                    | ایل-دو-فرانس                              | ۳۱۱۳۴        | ۳۰۲۸۱        | ۲۹۴۷۲        | ۲۸۵۸۸        | ۲۷۹۷۷        | ۲۸۴۳۷        | ۲۶۵۵۰        | ۲۲۶۱۹        |
| ۲۵۸  | درو، فرانسه             | اور-ا-لوآر                                | سانتر-وال-دلوآر                           | ۳۰۹۷۹        | ۳۰۵۳۶        | ۳۲۷۲۳        | ۳۱۸۴۹        | ۳۵۲۳۰        | ۳۳۳۷۹        | ۳۳۱۰۲        | ۲۹۴۰۹        |
| ۲۵۹  | سن مدردان ژل            | ژیروند                                    | نوول-آکیتن                                | ۳۰۹۵۶        | ۲۸۳۴۸        | ۲۶۹۳۴        | ۲۵۵۶۶        | ۲۲۰۶۴        | ۱۸۶۶۵        | ۱۶۲۶۵        | ۸۹۵۵         |
| ۲۶۰  | گوسن ویل                | ول-دوآز                                   | ایل-دو-فرانس                              | ۳۰۹۴۸        | ۳۱۱۲۹        | ۳۰۱۴۲        | ۲۷۳۵۶        | ۲۴۸۱۲        | ۲۳۵۴۳        | ۲۵۱۸۲        | ۱۶۱۹۷        |
| ۲۶۱  | لیئون                   | پا-دو-کاله                                | او-دو-فرانس                               | ۳۰۹۳۶        | ۳۱۷۹۰        | ۳۲۵۶۵        | ۳۳۴۲۷        | ۳۳۶۲۳        | ۳۳۰۹۶        | ۳۳۰۷۰        | ۳۵۸۵۳        |
| ۲۶۲  | خلیج مئو                | گوادلوپ                                   | گوادلوپ                                   | ۳۰۸۶۸        | ۳۰۲۰۱        | ۲۷۹۰۶        | ۲۳۳۸۹        | ۱۵۰۳۶        | ۱۰۴۷۵        | ۸۳۴۸         | ۷۳۹۸         |
| ۲۶۳  | پونتوآز                 | ول-دوآز                                   | ایل-دو-فرانس                              | ۳۰۶۹۰        | ۲۹۸۸۵        | ۲۸۶۷۴        | ۲۷۴۹۴        | ۲۷۱۵۰        | ۲۶۷۸۰        | ۲۶۰۱۴        | ۱۶۸۱۷        |
| ۲۶۴  | لانس (شهر فرانسه)       | پا-دو-کاله                                | او-دو-فرانس                               | ۳۰۶۸۹        | ۳۴۱۹۰        | ۳۵۵۸۳        | ۳۶۲۰۶        | ۳۵۰۱۷        | ۳۸۲۴۴        | ۴۰۱۹۹        | ۴۱۸۷۴        |
| ۲۶۵  | ویری شتیون              | اسون                                      | ایل-دو-فرانس                              | ۳۰۵۷۵        | ۳۱۶۵۵        | ۳۱۲۵۲        | ۳۰۲۵۷        | ۳۰۵۸۰        | ۳۰۲۲۴        | ۳۲۴۱۱        | ۲۷۰۴۵        |
| ۲۶۶  | ریو لپپ                 | متروپل دو لیون                            | اوورنی-رون-آلپ                            | ۳۰۵۲۹        | ۲۹۹۶۶        | ۲۹۵۶۲        | ۲۸۳۶۷        | ۳۰۷۹۱        | ۳۱۵۶۰        | ۳۰۶۷۶        | ۱۸۱۵۲        |
| ۲۶۷  | شرانتون-لو-پون          | ول-دو-مرن                                 | ایل-دو-فرانس                              | ۳۰۵۰۰        | ۲۹۵۶۲        | ۲۸۳۹۵        | ۲۶۵۸۲        | ۲۱۸۷۲        | ۲۰۵۰۰        | ۲۰۴۶۸        | ۲۲۳۰۰        |
| ۲۶۸  | کشان                    | ول-دو-مرن                                 | ایل-دو-فرانس                              | ۳۰۲۰۸        | ۲۸۴۰۴        | ۲۷۵۹۰        | ۲۴۸۳۸        | ۲۴۲۶۶        | ۲۳۹۳۰        | ۲۶۴۴۲        | ۲۶۱۸۷        |
| ۲۶۹  | سن-کلو                  | او-دو-سن                                  | ایل-دو-فرانس                              | ۳۰۱۹۳        | ۲۹۱۹۴        | ۲۹۳۸۵        | ۲۸۱۵۷        | ۲۸۵۹۷        | ۲۸۵۶۱        | ۲۸۱۳۹        | ۲۸۱۵۸        |
| ۲۷۰  | واندور لنانسی           | مرت-ا-موزل                                | گرانت است                                 | ۳۰۱۸۲        | ۳۰۶۴۶        | ۳۱۴۴۷        | ۳۲۰۴۸        | ۳۴۱۰۵        | ۳۳۶۸۲        | ۳۳۹۰۹        | ۱۹۶۸۶        |
| ۲۷۱  | سوینیی لو تام           | سن-ا-مرن                                  | ایل-دو-فرانس                              | ۳۰۰۹۷        | ۲۹۰۷۴        | ۲۵۱۳۰        | ۲۲۳۳۹        | ۱۸۵۲۰        | ۱۱۸۳۵        | ۲۸۸۱         | ۸۶۸          |
| ۲۷۲  | ویامومب                 | سن-سن-دنی                                 | ایل-دو-فرانس                              | ۳۰۰۵۱        | ۲۸۳۶۸        | ۲۸۳۳۹        | ۲۶۹۹۵        | ۲۸۸۶۳        | ۲۷۵۷۱        | ۲۸۷۲۷        | ۲۸۷۵۶        |

## دیگر شهرهای پرجمعیت
| کمون              | شهرستان         | استان                | ۲۰۱۶  | ۲۰۱۴  | ۲۰۱۳  | ۲۰۱۱  | ۲۰۰۶  | ۱۹۹۹ • | ۱۹۹۰  | ۱۹۸۲  | ۱۹۷۵  | ۱۹۶۸  |
| ----------------- | --------------- | -------------------- | ----- | ----- | ----- | ----- | ----- | ------ | ----- | ----- | ----- | ----- |
| ملکوف             | او-دو-سن        | ایل-دو-فرانس         | ۲۹۹۷۳ | ۳۰۴۲۸ | ۳۰۳۰۴ | ۳۰۷۶۸ | ۳۰۵۰۹ | ۲۹۴۰۲  | ۳۰۹۵۹ | ۳۲۵۵۳ | ۳۴۱۲۱ | ۳۶۱۹۸ |
| پریگو (کامین)     | دوردوین         | نوول-آکیتن           | ۲۹۹۱۲ | ۳۰۰۶۹ | ۳۰۰۳۶ | ۲۹۸۱۱ | ۲۹۵۵۸ | ۳۰۱۹۳  | ۳۰۲۸۰ | ۳۲۹۴۶ | ۳۵۱۲۰ | ۳۷۴۵۰ |
| مون-دو-مارسان     | لاند            | نوول-آکیتن           | ۲۹۸۸۵ | ۳۱۰۰۹ | ۳۱۳۳۴ | ۳۱۱۸۸ | ۳۰۲۳۰ | ۲۹۴۸۹  | ۲۸۳۲۸ | ۲۷۳۲۶ | ۲۶۱۶۶ | ۲۴۴۴۴ |
| کلیشی سو بوآ      | سن-سن-دنی       | ایل-دو-فرانس         | ۲۹۸۳۵ | ۲۹۹۳۳ | ۳۰۷۲۵ | ۲۹۸۳۵ | ۲۹۴۱۲ | ۲۸۲۸۸  | ۲۸۱۸۰ | ۲۴۶۵۴ | ۲۲۴۲۲ | ۱۶۳۵۷ |
| اکس-له-بن         | ساووآ           | اوورنی-رون-آلپ       | ۲۹۷۹۹ | ۳۰۲۹۱ | ۲۹۵۸۰ | ۲۸۵۸۵ | ۲۷۳۷۵ | ۲۵۷۸۲  | ۲۴۶۸۳ | ۲۳۴۵۱ | ۲۲۲۱۰ | ۲۰۶۲۷ |
| موبوژ             | نر              | او-دو-فرانس          | ۲۹۶۷۹ | ۳۰۳۴۷ | ۳۰۵۶۷ | ۳۱۱۰۳ | ۳۲۶۹۹ | ۳۳۵۴۶  | ۳۴۹۸۹ | ۳۶۰۶۱ | ۳۵۳۹۹ | ۳۲۰۲۸ |
| دیئپ، سنه مریتیم  | سن-ماریتیم      | نرماندی              | ۲۹۶۰۶ | ۳۰۰۸۶ | ۳۰۲۱۴ | ۳۱۱۴۸ | ۳۳۶۱۸ | ۳۴۶۵۳  | ۳۵۸۹۴ | ۳۵۹۵۷ | ۳۹۴۶۶ | ۳۰۰۱۶ |
| وین، ایزر         | ایزر            | اوورنی-رون-آلپ       | ۲۹۴۵۴ | ۲۹۰۹۶ | ۲۹۳۲۵ | ۲۸۸۰۰ | ۳۰۰۹۲ | ۲۹۹۷۵  | ۲۹۴۴۹ | ۲۸۲۹۴ | ۲۷۸۳۰ | ۲۹۰۵۷ |
| سوتووی لروآن      | سن-ماریتیم      | نرماندی              | ۲۸۹۹۱ | ۲۸۹۱۰ | ۲۸۷۰۴ | ۲۸۶۷۹ | ۳۰۰۷۶ | ۲۹۵۵۳  | ۲۹۵۴۴ | ۳۰۵۵۸ | ۳۱۶۵۹ | ۳۴۴۹۵ |
| سنت اتین دو رووره | سن-ماریتیم      | نرماندی              | ۲۸۶۹۶ | ۲۸۷۵۲ | ۲۸۷۳۸ | ۲۸۱۱۸ | ۲۷۸۱۵ | ۲۹۰۹۲  | ۳۰۷۳۱ | ۳۲۴۴۴ | ۳۷۲۴۲ | ۳۴۷۱۳ |
| سن-لوران-دو-ور    | آلپ-ماریتیم     | پروانس-آلپ-کوت دازور | ۲۸۶۴۵ | ۲۹۰۶۷ | ۲۸۸۹۱ | ۲۹۹۴۲ | ۳۰۰۷۶ | ۲۷۱۴۱  | ۲۴۴۲۶ | ۲۰۶۷۸ | ۱۵۵۰۳ | ۱۰۱۵۶ |
| سوآسون            | ان (ا-دو-فرانس) | او-دو-فرانس          | ۲۸۴۶۶ | ۲۸۲۹۰ | ۲۸۴۷۲ | ۲۸۵۵۱ | ۲۸۴۴۲ | ۲۹۴۵۳  | ۲۹۸۲۹ | ۳۰۲۱۳ | ۳۰۰۰۹ | ۲۵۸۹۰ |
| سومور             | من-ا-لوآر       | پی دو لا لوآر        | ۲۷۱۲۵ | ۲۷۳۰۱ | ۲۷۴۱۳ | ۲۷۰۹۳ | ۲۸۶۵۴ | ۲۸۹۳۵  | ۳۰۱۳۱ | ۳۲۱۴۹ | ۳۲۵۱۵ | ۳۱۶۲۹ |
| ولوری             | آلپ-ماریتیم     | پروانس-آلپ-کوت دازور | ۲۶۶۱۸ | ۲۶۳۰۲ | ۲۷۴۶۵ | ۲۷۴۱۱ | ۳۰۶۱۰ | ۲۵۷۷۳  | ۲۴۳۲۵ | ۲۱۲۰۵ | ۱۷۱۸۲ | ۱۲۸۸۰ |
| ویرزون            | شر              | سانتر-وال-دلوآر      | ۲۶۳۶۵ | ۲۷۰۵۰ | ۲۷۱۱۳ | ۲۶۷۴۳ | ۲۸۱۴۷ | ۲۹۷۱۹  | ۳۲۲۳۵ | ۳۴۲۰۹ | ۳۵۶۹۹ | ۳۳۷۷۵ |
| الانسون           | اورن            | نرماندی              | ۲۶۱۲۹ | ۲۶۰۲۸ | ۲۶۳۵۰ | ۲۶۳۰۰ | ۲۸۴۵۸ | ۲۸۹۳۵  | ۲۹۹۸۸ | ۳۱۶۰۸ | ۳۳۶۸۰ | ۳۱۶۵۶ |
| اوریاک            | کانتال          | اوورنی-رون-آلپ       | ۲۵۹۵۴ | ۲۶۱۳۵ | ۲۶۵۷۲ | ۲۷۳۳۸ | ۲۹۴۷۷ | ۳۰۵۵۱  | ۳۰۷۷۳ | ۳۰۹۶۳ | ۳۰۸۶۳ | ۲۸۲۲۶ |
| لو گراند کویی     | سن-ماریتیم      | نرماندی              | ۲۵۸۹۷ | ۲۵۲۷۳ | ۲۴۹۶۷ | ۲۴۶۳۷ | ۲۶۲۲۶ | ۲۶۶۷۹  | ۲۷۶۵۸ | ۳۱۶۵۰ | ۳۱۹۶۳ | ۲۵۶۱۱ |
| مونتبلیر          | دو              | بورگونی-فرانش-کنته   | ۲۵۳۰۴ | ۲۵۵۲۱ | ۲۵۶۹۷ | ۲۵۹۷۴ | ۲۶۵۳۵ | ۲۷۵۷۰  | ۲۹۰۰۵ | ۳۱۸۳۶ | ۳۰۴۲۵ | ۲۳۹۰۸ |
| سن دیزیه          | اوت-مارن        | گرانت است            | ۲۴۹۳۲ | ۲۵۵۰۵ | ۲۵۶۲۶ | ۲۴۸۲۵ | ۲۶۹۷۲ | ۳۰۹۰۰  | ۳۳۵۵۲ | ۳۵۱۸۹ | ۳۷۲۶۶ | ۳۶۶۱۶ |
| بیاریتز           | پیرنه-آتلانتیک  | نوول-آکیتن           | ۲۴۷۷۷ | ۲۴۷۱۳ | ۲۴۹۹۳ | ۲۵۹۰۳ | ۲۶۶۹۰ | ۳۰۰۵۵  | ۲۸۷۴۲ | ۲۶۵۹۸ | ۲۷۵۹۵ | ۲۶۷۵۰ |
| ویشی              | آلیه            | اوورنی-رون-آلپ       | ۲۴۳۸۳ | ۲۶۲۷۹ | ۲۵۳۲۵ | ۲۴۹۹۲ | ۲۶۱۰۸ | ۲۶۵۲۸  | ۲۷۷۱۴ | ۳۰۵۲۷ | ۳۲۱۱۷ | ۳۳۵۰۶ |
| اورلی             | ول-دو-مرن       | ایل-دو-فرانس         | ۲۳۳۷۸ | ۲۲۶۰۳ | ۲۲۳۷۷ | ۲۱۳۱۲ | ۲۱۱۹۷ | ۲۰۴۷۰  | ۲۱۶۴۶ | ۲۳۷۶۶ | ۲۶۱۰۴ | ۳۰۱۹۷ |
| بروئه-لا-بوئیسییر | پا-دو-کاله      | او-دو-فرانس          | ۲۲۲۳۰ | ۲۲۵۷۹ | ۲۲۸۰۲ | ۲۳۴۴۱ | ۲۳۸۱۳ | ۲۳۹۹۸  | ۲۴۹۲۷ | ۲۶۶۴۹ | ۲۹۴۳۵ | ۳۲۳۴۱ |
| لو کروزو          | سون-ا-لوآر      | بورگونی-فرانش-کنته   | ۲۱۷۵۲ | ۲۱۹۹۱ | ۲۲۳۰۸ | ۲۲۶۲۰ | ۲۳۸۱۳ | ۲۶۲۸۳  | ۲۸۹۰۹ | ۳۲۱۴۹ | ۳۳۳۶۶ |       |